# Geoagiu de Sus, Alba

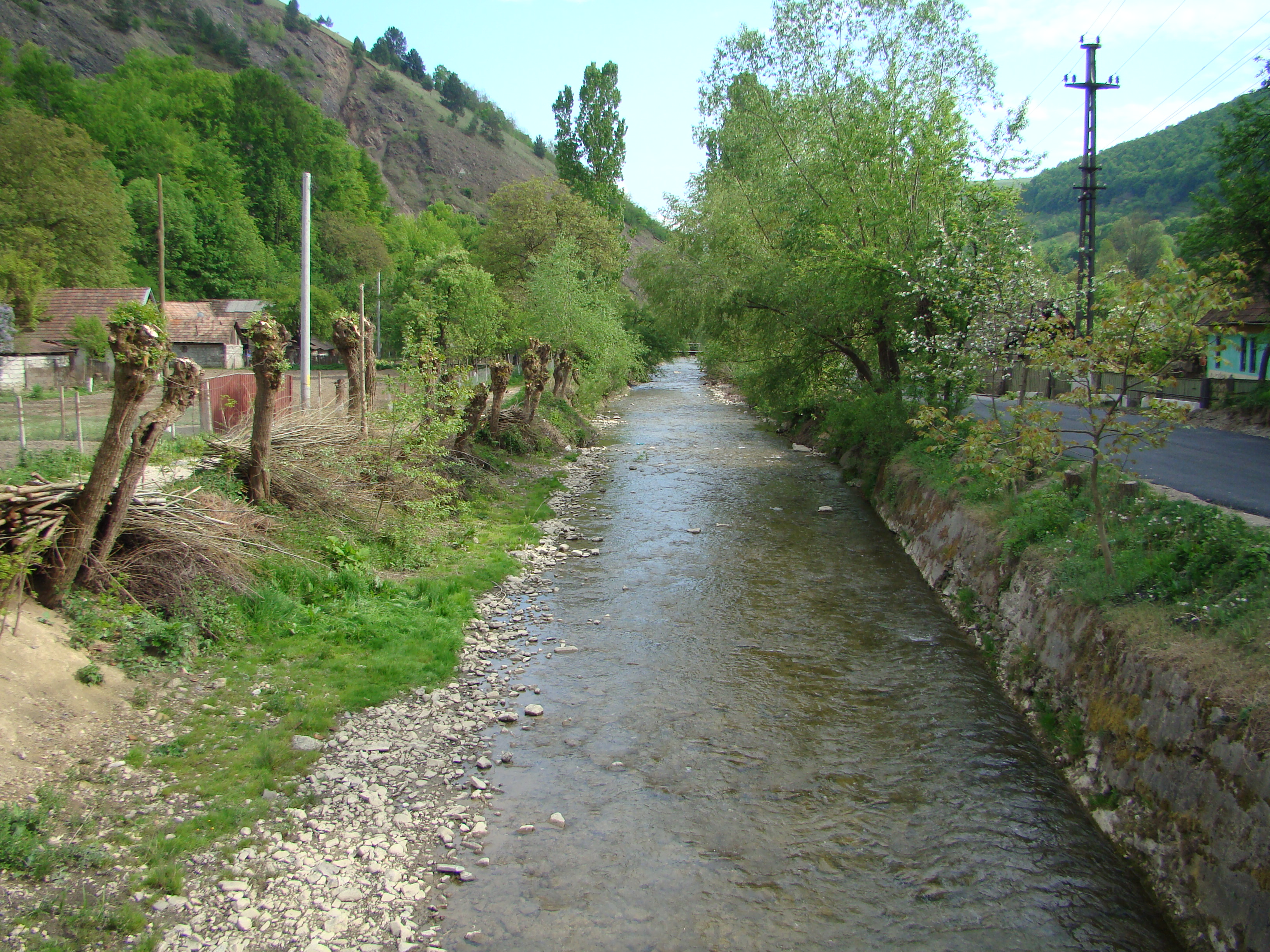
Valea Geoagiului şi DC 78 Teiuş-Valea Mănăstirii

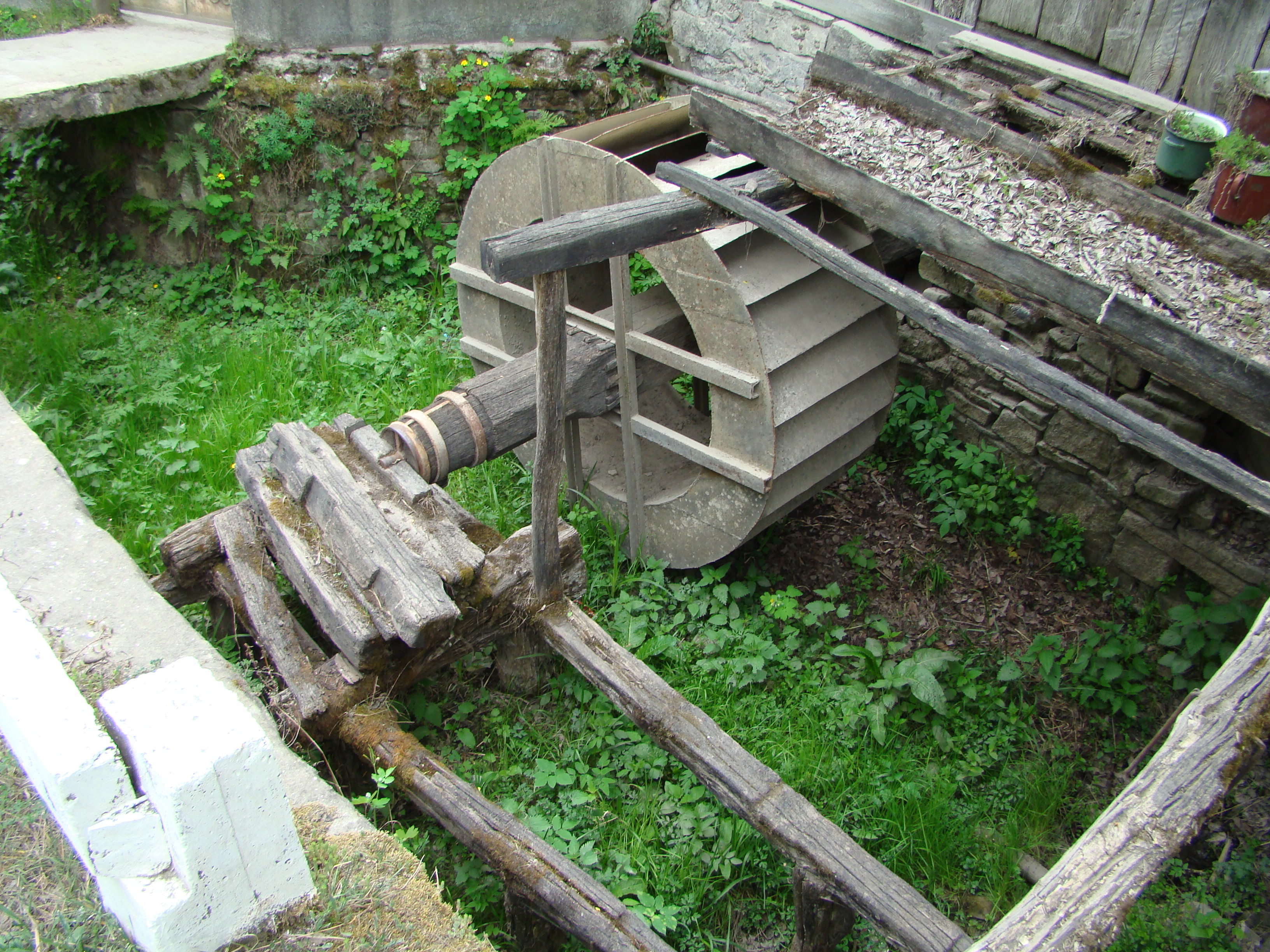
Moara Mănăstirii Geoagiu sec.XIV

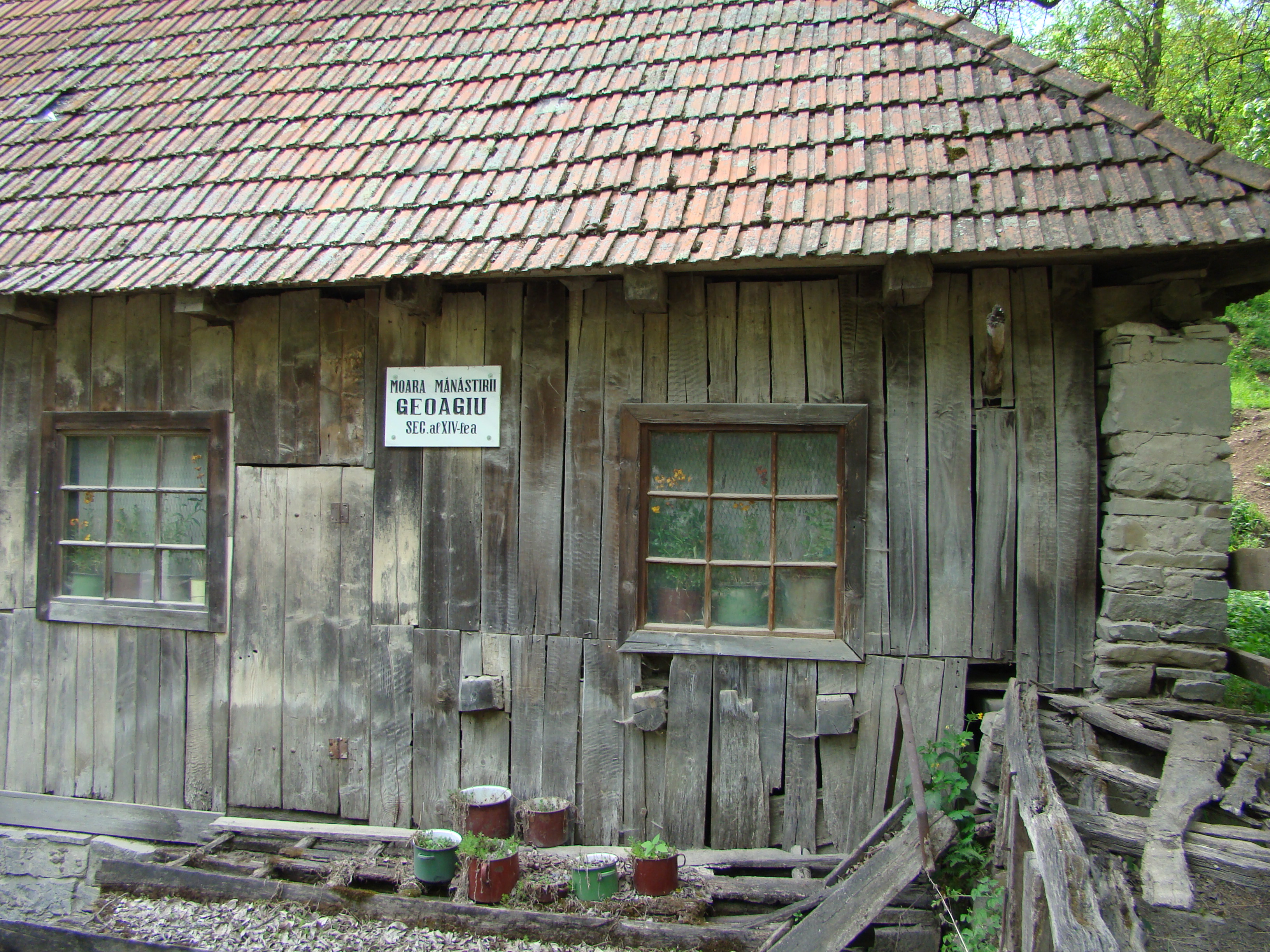

Geoagiu de Sus (în maghiară Felgyógy) este un sat în comuna Stremț din județul Alba, Transilvania, România.

## Descriere
Intravilanul actual a luat naștere prin dezvoltarea vetrei satului de-a lungul drumurilor laterale văii Geoagiului, cu accentuata tendință de coborâre spre aval – Stremț, tendință ce se manifestă și în prezent.
Îngustimea văii Geoagiului, care și în vatra satului are aspect de defileu a determinat forma alungită pe cca. 6 Km a acesteia. Suprafața totală a intravilanului însumează 171,57 ha din care 140 ha reprezintă zona locuită.
Pentru viitor organele locale propun includerea în intravilan a terenului aparținând monumentului istoric „Biserica Nașterii Domnului” și a terenurilor utilizabile din zona turistică de interes local „Valea Geoagiului” precum și introducerea în intravilan a unor parcele construibile situate lângă artere de circulație pe care există sau urmează a se executa rețele edilitare.
Circulația în localitatea Geoagiu de Sus se desfășoară exclusiv rutier și pietonal, rețeaua rutieră în intravilan cuprinde DC 78 Teiuș - Valea Mănăstirii ce străbate vatra satului longitudinal pe o lungime de cca.5 Km constituind Strada principală a satului. Lungimea totală a străzilor din vatra satului este de 1,4 Km.
Drumul comunal DC 78 – este modernizat pe întreg traseul din sat, starea îmbrăcăminții asfaltice este mediocră, în general elementele sale geometrice sunt corespunzătoare cu excepția  porțiunii cuprinse între Podul Danului și Podul Crețului unde platforma drumului foarte îngustă nu permite executarea de trotuare și săpăturilor pentru scurgerea apei.
Străzile din intravilan au trasee neregulate, determinate de vechile drumuri de exploatare peste care s-au suprapus. În general majoritatea ulițelor au elemente geometrice corespunzătoare, cu excepția unor ulițele cu lățimi mai mici și cu pante accentuate din zona „Prundului” sau centrală a satului. Unele din ulițele laterale ale satului au un traseu care s-a suprapus pe cursul pâraielor ce se scurg de pe versanți și prezintă pante dificile care în timpul precipitaților se transformă în mici torente și care transportă importante cantități de sol și pietriș pe care îl depun în zona joasă.  Pe aceste străzi lipsesc trotuarele și șanțurile de scurgere a apelor pluviale.
Pentru îmbunătățirea circulației se impune de urgență construirea a încă două poduri pentru circulația între cele două maluri ale râului, unul în zona școlii și altul în Suseni. Circulația pietonală între cele două maluri se face peste punți improvizate care în timpul viiturilor sunt distruse și după fiecare viitură satul se mobilizează pentru a le reface. Se impune construirea a cel puțin 2 punți noi, în dreptul școlii, căminului cultural și în Suseni.
Alimentarea cu energie electrică se face din LEA 20 Kw Stremț prin intermediul a 3 posturi de transformare, numărul de abonați din sat este de 286.
Alimentarea cu apă potabilă a localității se realizează atât din fântâni cât și din cele 4 rețele independent executate în cursul anilor 1980. Trupul din vatra satului situat în Suseni se alimentează numai din fântâni din gospodăria proprie, în sat există și multe instalații individuale de apă curentă. Din anul 2012 satul dispune de o retea de apa curenta si de un sistem de canalizare al apelor uzate.
Între obiectivele mai importante situate în vatra satului amintim: două școli generale cu clasele I–VIII, două  grădinițe, bisericile ortodoxe și casa parohială și clădirea fostului magazin universal sătesc al cooperației de consum.
Pentru viitor organele locale au prevăzut pentru satul Geoagiu de Sus construirea următoarelor obiective: monumentul eroilor satului – pe terenul aparținând școlii; construcția a două poduri și a două punți pietonale; devierea traseului DC 78 în vederea asigurării unei bune circulații; construirea unor noi străzi în intravilan; modernizarea prin reprofilare, împietruire sau pavare, executarea de șanțuri și rigole de scurgere a apelor pluviale, executarea de trotuare acolo unde elementele geometrice o permit. Este propusă de-asemenea extinderea rețelei de alimentare cu apă a întregii localități, construirea unei rețele centralizate de canalizare, introducerea gazului metan.

## Istorie

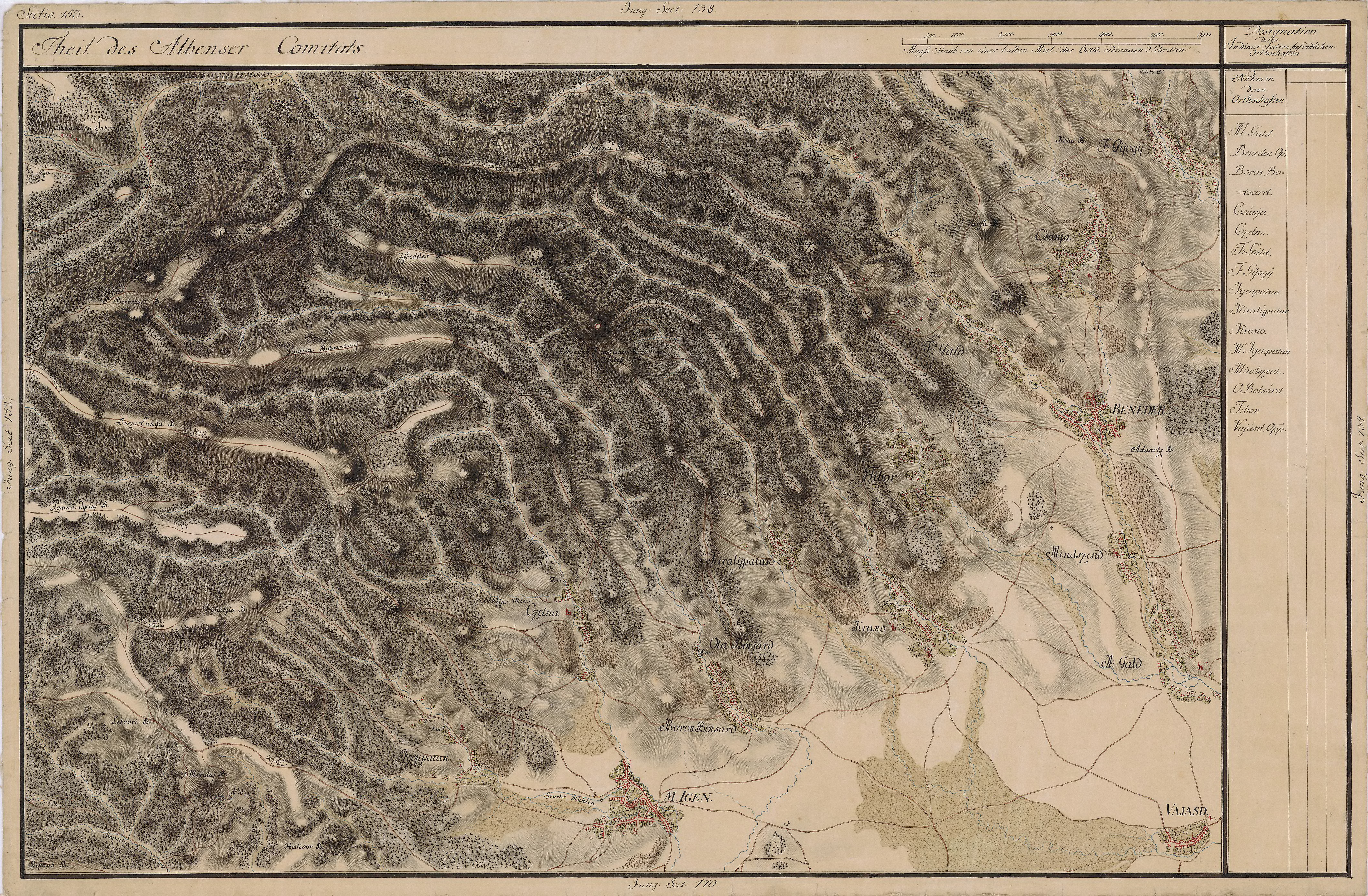
Geoagiu de Sus în Harta Iosefină a Transilvaniei, 1769-73

Prima atestare documentară a Geoagiului datează din 1264 ca sat dependent de vechea cetate „Diod” din Stremț.
De-a lungul timpului, localitatea a purtat mai multe denumiri:
- 1262 Gyog,
- 1274 Gyog, Gyong;
- 1280 Gyog Superior,
- 1282 Gyong;
- 1303 Dyog, Gyogy;
- 1331 Giog Superior;
- 1332 Sacerdos de Byog;
- 1340 Gyogy Sup/Doc.Rom.C.a II/53,139,163;
- 1410 Felgyógy / Iczovici 55 /Dyogh;
- 1413 Gyogh Superior/Jako,Theovitz Kay;
- 1417 Dyogh;
- 1434 Dyog/Zimerman IV,24,37,40;
- 1587 Feldiod/jako,Aclatoc 29/;
- 1733 Gyogy/ c.k./;
- 1750 Fellsső – Gyogy/c.A./;
- 1760 – 1762 Fel Gyogy/c.B;
- 1850 Zscasze/St.TV/;
- 1854 Fel – Gyogy, Geoagiu de Sus/Bul.96

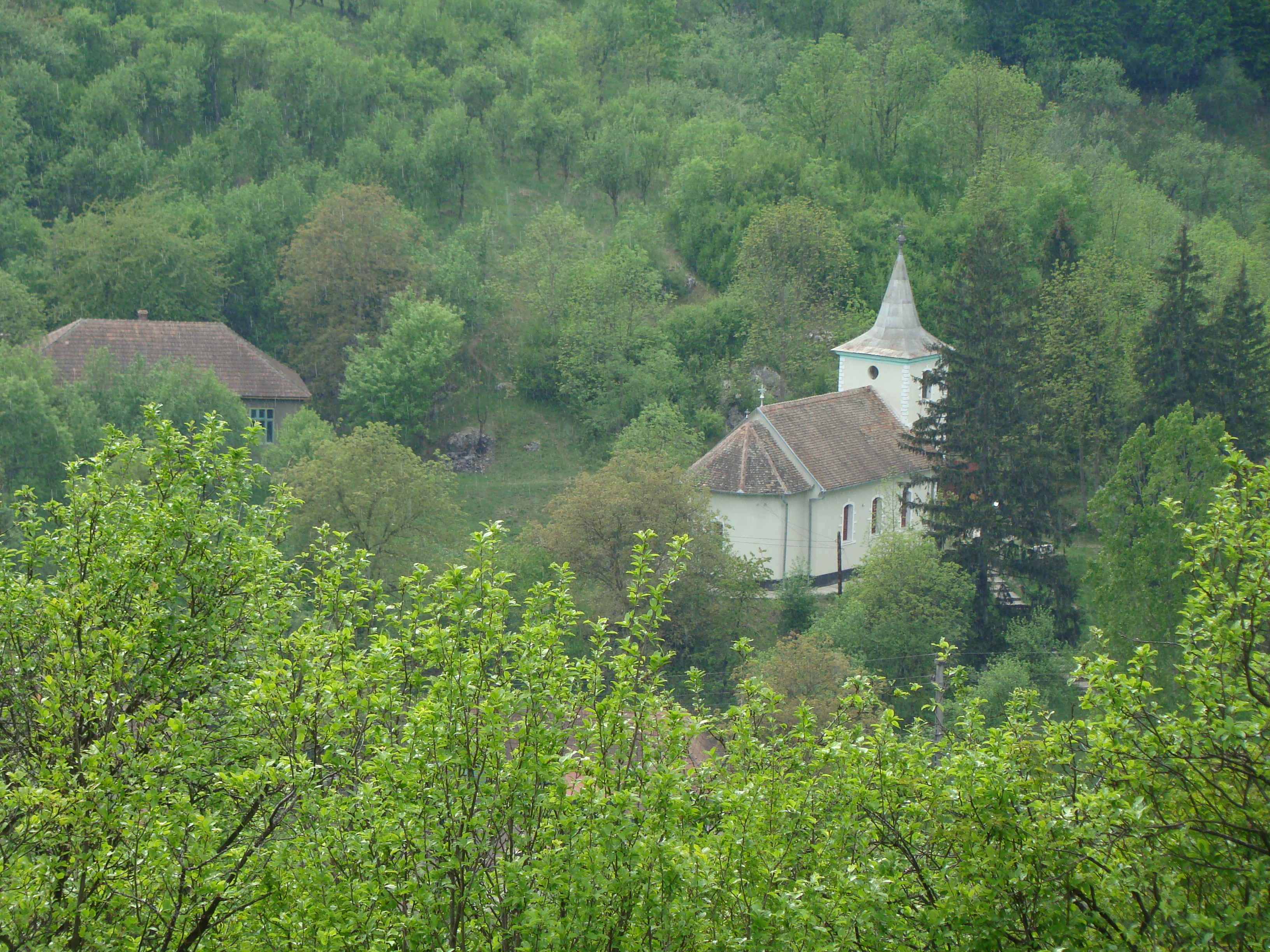
Biserica ortodoxă „Sfinţii Arhangheli Mihail şi Gavril” (1898)

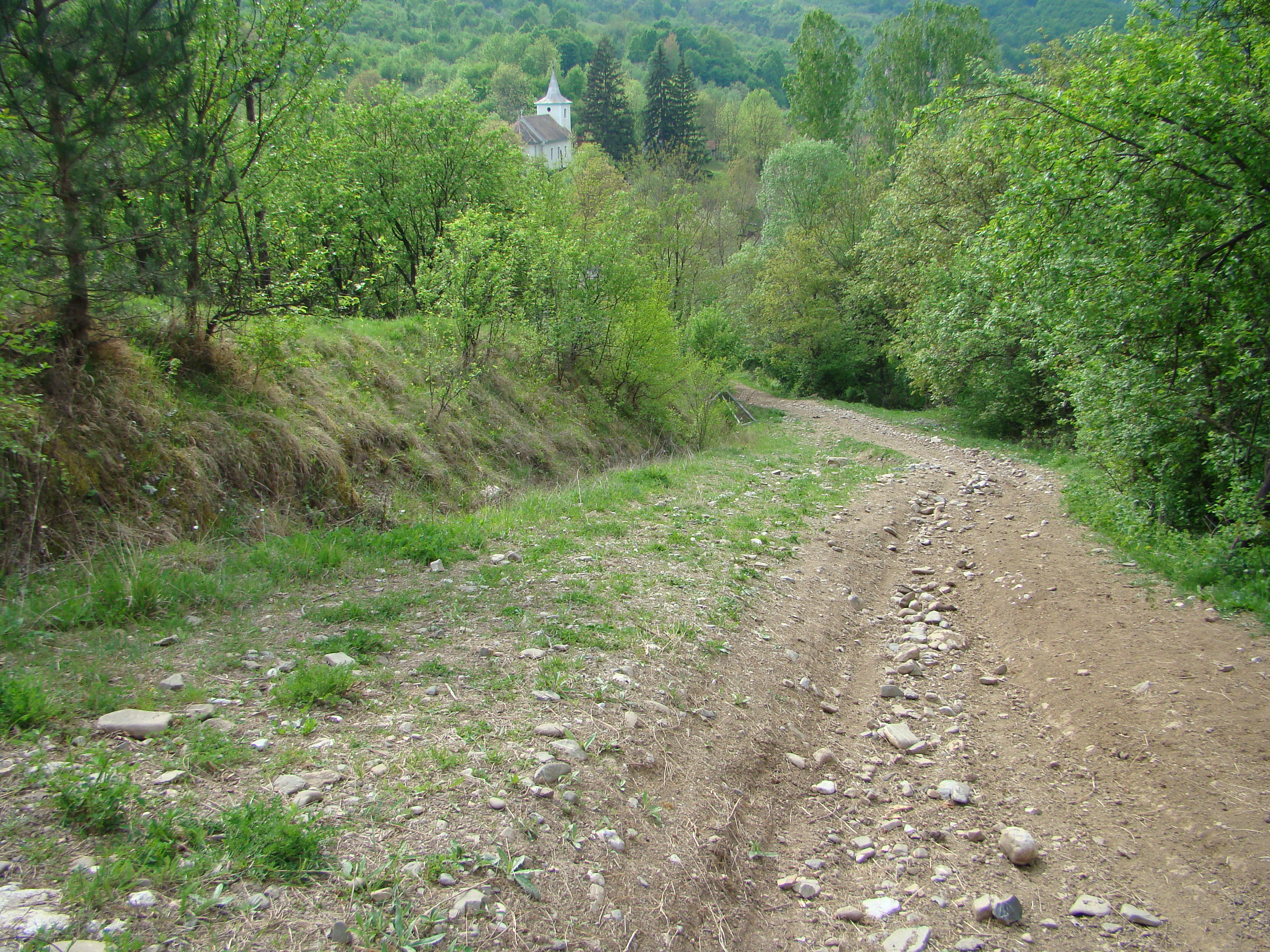

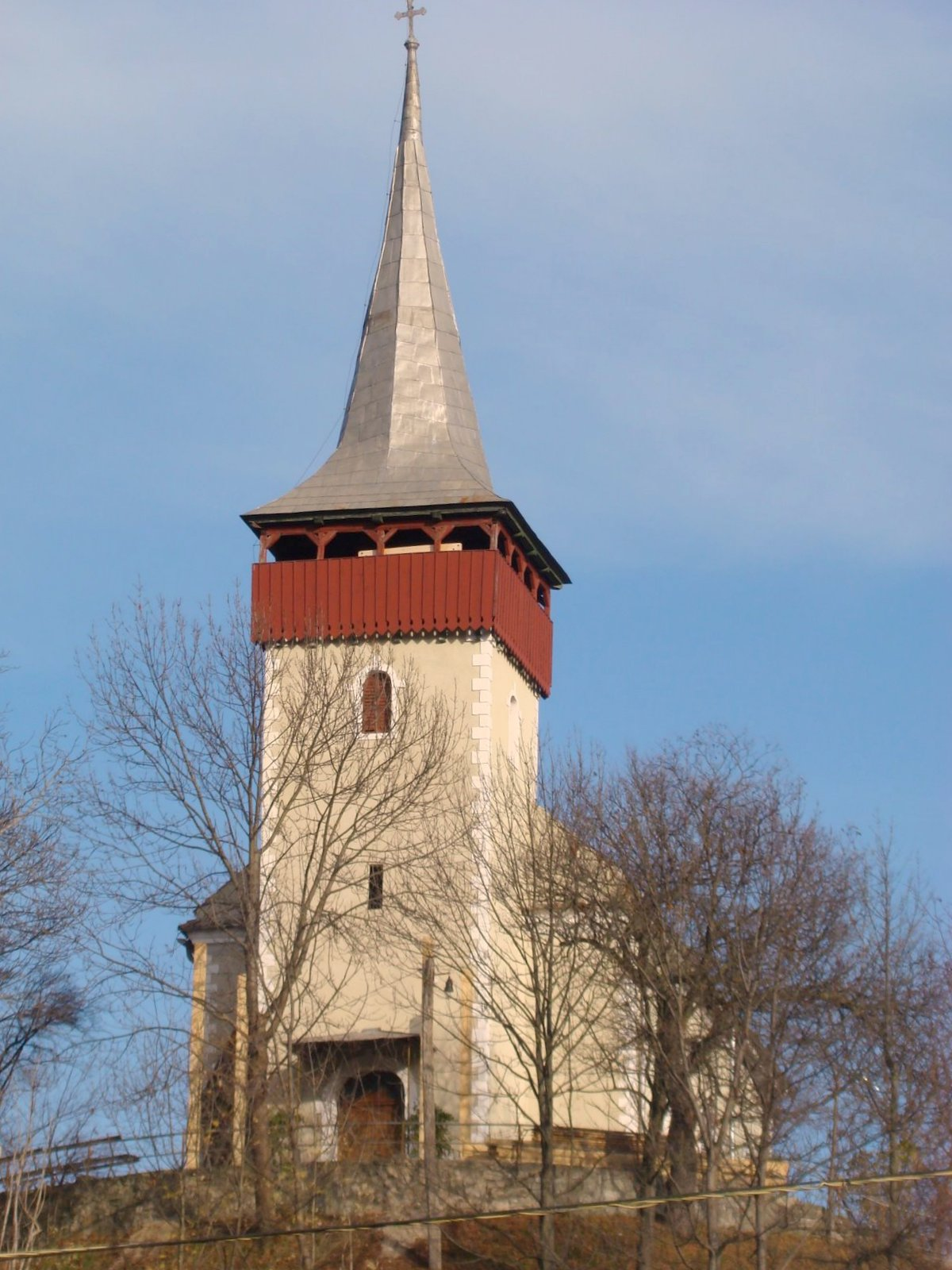
Biserica „Nașterea Maicii Domnului”

### Cronologie istorică
- “1263, aprilie, 11: Ștefan, duce al Transilvaniei și fiu al regelui Bela al-IV-Iea (1235-1270), emite un document al cărui rezumat în limba latină este cuprins în raportul inedit al lui Ladislau de Nadab, voievod al Transilvaniei (1426-1435). Acest raport a fost scris la 27 octombrie 1413, la Sântimbru și era destinat regelui de atunci al Ungariei, Sigismund de Luxemburg ( 1387-1437). Cuprinsul scrisorii originale, datată din miercurea întâi după octavele Paștelor, ne arată ca mai sus pomenitul Ștefan, regele cel tânăr al Ungariei, Domnul cumanilor, ducele Transilvaniei a dat, a dăruit și a hărăsit comitelui Andrei de Geoagiu (Gyogh) și urmașilor săi spre a-i stăpâni în veci ,,pământul’’ numit Kend (Rădești), așezat lângă Mureș, fostă moșie a clericului Iob, care a murit fără a lăsa urmași. Acest loc se afla lângă pământul zis Tynod, al comitelui Andrei. Documentul care cuprinde acest raport se află în arhiva familiei Suky, de la Arhiva Istorică a filialei Cluj a Academiei Române (Documentele Transilvaniei, vol. 13/2 pag.53).
- 1264: Ștefan, ducele Transilvaniei, luând în considerare sângele vărsat de luptătorii comitetului Andrei de Geoagiu (Gyogh) în luptele cu tătarii, dăruiește acestuia pământurile Gyrmond (Meșcreac), Pețelca și Căpud, care au fost ale cetății Alba Iulia, așa cum se arată în Documentele Transilvaniei vol. 13/2, pag.54.
- 1266: Ștefan, ducele Transilvaniei, dăruiește coloniștilor sași din Cricău și Ighiu pământul Gyrmurd (Mesentea, lângă Mureș), proprietatea cetății Alba Iulia. Ridicarea semnelor de hotar s-a făcut de către Paul, fratele lui Andrei, comitele de Geoagiu (numit de data aceasta Gyog), îndeletnicirea făcută împreună cu Lewe (Leul), iobag din cetatea Alba Iulia, de fată fiind și alți iobagi ai cetății.(Documentele Transilvaniei vol. 13/2, pag. 79,).
- 1269: Același Ștefan, duce al Transilvaniei, dăruiește comitetului Andrei de Geoagiu (Gyog) moșia Ratka, pentru ajutorul dat de acesta lui Ștefan în luptele de la Codlea (Documentele Transilvaniei, vol. 13/2, pag. 117).
- 1271: Matei, voievod al Transilvaniei și comite Solnoc întărește dreptul de danie al pământului Abrud, dăruit episcopiei și capitlului Transilvaniei de către Stefan al-V-lea regele Ungariei (1270-1272). Hotarele acestui pământ au fost cercetate în fața martorului abatele de Cârța și ale lui Andrei de Geoagiu (Gyog), omul regelui (Doc. Trans., pag. 139).
- 1272: Ștefan al-V-lea dăruiește lui Samson, fiul lui Paul de Geoagiu(Gyogh), pământul Zavkmond (probabil satul Beța), care a fost a lui Beche, fără moștenitori și rămas cetății AIba Iulia (Doc. Trans. vol 13/2, pag. 145).
- 1274: Alba Iulia; capitlul (mare dregător) mărturisește ca Lewe a dat ginerelui său Matei pământul Heria, primit de la Iacob Leustachiu și Benedic în schimbul pământului său de moștenire ce-l avusese în Geoagiu (Gyogh) - (Doc. Transilvaniei, vol. 13/2, pag. 169).
- 1274: Alba Iulia; Matei, voievodul Transilvaniei emite un document în care un rol important îi este atribuit lui Mihail, fiul lui Paul, devenit comite de Geoagiu (Gyogh) ¬(T.F.I. pag.102)
- 1274 august 22: Zvolen (Slovacia); Ladislau al-IV-lea zis Cumanul, rege al Ungariei (1272-1290) dăruiește arhidia¬conului Ders, magistrului Nicolae și fraților lor pământul numit Straja, fost al cetății Alba Iulia. Punerea în stăpânire a acestui pământ s-a făcut de către omul nostru, comitele Andrei de Geoagiu (Gyoug) - (Documentele Transilvaniei, vol. 13/2, pag.171).
- 1280: Matei, fiul lui Eth din Geoagiu de Sus(Superior Gyog) vinde lui Nicolae și Gheorghe pământul său de moștenire numit Heria din comitatul Uioara (D.T. vol. 13,pag. 228)
- 1280, februarie 11: Ladislau al-IV-lea, cumanul, rege al Ungariei întărește lui Nicolae și Andrei, fiii comitelui Andrei de Geoagiu (Gyogh), omorât de cruzimea sașilor în răscoala acestora (1277), stăpânirea pământului Rădești (D.T. pag.228).
- 1282: Nicolae, vicevoievodul Transilvaniei, confirmă înțelegerea dintre capitlul din Alba Iulia și comitele Samson fiul lui Pau1, Nicolae și Andrei și alte rude ale lor din Gyoug (Geoagiu) privitoare la semnele de hotar ale pământului numit Gârbova de Jos.(D.T pag. 235).
- 1289, octombrie, 19: Ladislau Cumanul, regele Ungariei aprobă fiilor lui Andrei de Geoagiu (Gyog) dreptul la moștenire a pământului Girmurd pe care regele Ștefan îl împrumutase sașilor din Cricău și Ighiu. (Z.W. pag. 164)
- 1290 Alba Iulia: scrisoare a capitlului din Alba Iulia prin care se arată că banul Ioan, fiul lui Magnus, a vândut pământul Pănade pentru 40 de mărci comitelui Nicolae și voievodului Andrei, fiii lui Andrei din Geoagiu (Gyogh) - ¬(D.T.  vol. 13/2, pag. 236).
- 1299: Andrei al-III-lea, regele Ungariei (1290-1301) po¬runcește capitlului din Oradea să hotărască asupra moșiilor Gârbova de Jos și Aiud ale capitlului din Alba Iulia, ale căror hotare ajung într-un punct cu trei nume, din care unul este al capitlului din Alba Iulia, altul al nobililor din Beldiu iar al treilea al fiilor comitelui Andrei de Geoagiu (Gyog)¬ - (D.T. vol. 13/2, pag. 456).
- 1303,octombrie, 16, Deva: Ladislau, comite de Solnoc și voievod al Transilvaniei, hotărăște în pricina dintre comitele Nicolae și fratele său voievodul Andrei de Geoagiu (Dyog), în ce privește stăpânirea unei părți din satul Spini (Teiuș).
- 1303, octombrie, 21, Deva: Ladislau, roagă pe capitlul din Alba Iulia să se copieze și să se dea magistrului Ștefan, fiul lui Samson de Geoagiu (Dyog) scrisoarea privilegiată referitoare la satul Spini (Teiuș) din 16 octombrie 1303. (D.T. vol.X.pag.35).

1303, noiembrie, 28, Alba Iulia: capitlul dispune sp se copieze scrisoarea privilegiată privind a treia parte din satul Spini (Teiuș) prezentată de magistrul Ștefan, fiul lui Samson de Geoagiu (Gyog), care să fie întărită cu pecetea capitlului (D.T. vol.XI, pag. 36.)
- 1306, mai, 20, Oradea: capitlul din Oradea descrie hotarul Cergăului Mare, care spre apus se învecinează cu pământul nobililor de Geoagiu (Gyogh) și stabilește un termen fix pentru tratative asupra bucății de pământ în litigiu. (Z.W. -I- pag. 232)
- 1313, mai, 29: capitlul din Alba Iulia atestă că Ladislau Kan, voievodul Transilvaniei a cedat proprietatea Ungurei Ringhelkcirch în schimb cu Șona lui Daniel și Nicolae din Câlnic. În acest document se scrie și despre nobilii din Gyog (Geoagiu) care sunt amenințați - (Z.W. -I-, pag. 307).
- 1315, mai, 8: capitlul din Alba Iulia confirmă in favoarea voievodului Andrei și magistrului Nicolae din Gyog documentul regelui Ladislau al-IV-lea, nr. 231 privitor la pământul Gyrmurn (de lângă Mureș) - (Z.W. -I- pag. 314).
- 1320, februarie Csesztre:  Nicolae, voievodul Transilvaniei și judecătorul suprem al comitatului Alba cer capitlului să emită un document pentru stabilirea proprietății acestuia de lângă Veza (Blaj) în prezența comitelui Grigore din Geoagiu (Gyog) și a nobilului Ștefan - (Z.W.-I-pag. 343).
- 1331, aprilie, 21 Alba Iulia: capitlul din Alba Iulia adeverește că Iunanca, fiul lui Grigore, nobil de Palatca, s-a împotrivit la înstrăinarea unei părți din moșia Palatca din comitatul Cluj, vândută și înstrăinată lui Nicolae, fiul nobilu¬lui Andrei din Geoagiu de Sus (Gyog Superior) - (D.T. vol. XIII/3 pag. 10).
- 1332: socotelile lui Iacob, fiul lui Berengaru și Raymond de Bonofato, strângătorii dijmelor pe șase ani (1332-1337) din regatul Ungariei, arată printre altele că ,,...de asemenea că Gheorghe, preotul din Geoagiu (Gyod) a plătit 40 de dinari pentru primul an’’(D.T. vol.XIII 3, pag. 125).
- 1332, decembrie, 21, Vișegrad (Ungaria): Toma de Szecseny, voievod al Transilvaniei și comite de Solnoc face cunoscut tuturor pedepsirea cu moartea și confiscarea moșiilor lui Corrard, zis Vos, fiul lui Nicolae de Geoagiu pentru multe nelegiuiri săvârșite. A treia parte din moșiile confiscate și anume moșia numita Sava sat din comitatul Cluj e data magistrului Ștefan, zis Pugan. (D.T. vol.XIII/3 pag. 228).
- 1336, mai, 17: capitlul de Oradea s-a documentat asu¬pra hotarului Cergăului Mare, care spre apus se învecinează cu al nobililor din Geoagiu și cheamă pe moșierii interesați in fata voievodului Transilvaniei (Z.W. -I-pag. 447).
- 1340, februarie, 8, Alba Iulia: capitlul din Alba Iulia adeverește că văduva lui Ștefan de Geoagiu de Sus (Gyog Superior) a eliberat din robie pe Margareta, Elena, Elisabeta, Caterina și Blasiu (D.T. vol.XIII/3 pag. 525).
- 1349. februarie, 2: se prezintă în fața capitlului din Oradea Grigore, fiul lui Stefan de Geoagiu și Mihăilă, fiul lui Grigore, dorind să dobândească mântuire pentru sufletele părinților și pentru oarecare nedreptățiri făcute capitlului, precum și pentru plata sumei de 50 de florini, ei predau ca¬pitelului orădean posesiunea lor, comunele românești Tinod și Geomal. (T. Popa "Românii din județul Alba in veacurile XII-XV", pag. 33).
- 1352 august 22, Sântimbru: nobilii din Geoagiu de Sus (Felgyoghy) și din Galda precum și toți locuitorii din comunele Spini (Teiuș), Mesentea și Galda din districtul muntelui Tibru, care foloseau în comun un loc plantat cu viță de vie pe acest munte (deal) se prezintă în comuna Sântimbru la Ștefan, voievodul Transilvaniei și se plâng ca schismaticii, adică românii iobagi, se aruncă ca niște lupi înfiorători asupra moșiilor și le distrug și le răpesc recoltele (T. Popa ,,Românii... pag. 34).
- 1399. iunie, 17, adunarea de la Cluj-Mănăștur atestă că capitlul din Alba Iulia a ridicat protest contra nobililor din Geoagiu (Gyog) privind uzufructul din domeniul Cergăului Mare prin locuitorii Cergăului Mic (Z.W. -II- pag. 241).
- 1405 noiembrie 2: regele Sigismund de Luxemhurg al Ungariei (1387-1437) a delegat pe capitlul din Alba Iulia să participe la punerea în proprietatea din Geoagiu(Gyod) și jumătate din Blăjel pe Nicolae, fiul lui Ion din Tiur și pe tovarășii lui (Z.T. -II- pag. 327).
- 1417 februarie 26: capitlul din Alba Iulia atestă că Mihail, membru al capitlului, fratele lui Petru, vicevoievodul de odinioară, arendaș al posesiunilor Varadija (Oradea) a dă¬ruit-o împreună cu Șona și Diviciori celor trei nepoate ale lui Susana, soția lui Nicolae din Saschiz, Ana, soția lui Nicolae din Mălăncrav și Ecaterina, soția lui Ștefan din Geoagiu, nu¬mit aici Dyogh - (Z.W.-II- pag. 24).
- 1417 martie 11 Sântimbru: capitlul din Alba Iulia confirmă pentru Iacob, fiul lui Ștefan din Geoagiu (Gyogy) numirea lui Ștefan din Geoagiu (Dyogy) drept curator pen¬tru Ion, fiul comitelui Solomon (Z.W. IV - pag. 37).
- 1417, iunie, 2: cele șapte scaune atestă pentru Ioan Greb, Coroi Sânmartin afirmațiile locuitorilor din Câlnic și Răhău precum și a altor martori în chestiunea moșiilor lui Ioan, copilul lui Solomon din Câlnic, cumpărate de la Ștefan al lui Luca din Geoagiu (Gyogy) cu 10000 de florini (Z.W. IV, pag.37).
- 1417, octombrie, 20: Roland Lepeș, vicevoievodul Transilvaniei atestă că Petre din Păuca, în numele copiilor și nepoților lui Nicolae din Sântireag a protestat contra lui Ioan Greb din Meteș împotriva împărțirii și vânzării a trei părți din posesiunile Vingard, Girbou, Henig, Dumitra, Roșia de Secaș, Ohaba, Ungurei, Ringhel Kirch, Cut și Binținți. În document este menționată și Ecaterina lui Jacob, fiica lui Ștefan din Geoagiu (Gyog) - (Z.W. IV, pag.58).
- 1418, martie, 20: regele Sigismund de Luxemburg actualizează documentul capitlului din Alba Iulia din 1417 cu nr. 1801 și documentul din 1417 nr. 1804 cu documentul voievodului Roland Lepeș din 1417 cu nr.1802, prin donația lui Mihail, membru al capitlului din Alba Iulia. În document este menționată și Ecaterina lui Iacob, fiica lui Ștefan din Geoagiu (Dyog) - (Z.W. IV pag.63).[1]

Nicolae Densușianu prezintă următorul document: „Ștefan, din mila lui Dumnezeu Regele cel Tânăr al Ungariei, Ducele Transilvaniei, domnul Cumanilor, tuturor credincioși1or lui Hristos, care vor vedea scrisoarea de față mântuire întru acela care este mântuirea tuturor. Deși milostivirea regală trebuie să întindă o mână darnică tuturor, totuși ea trebuie să răsplătească prin daruri și foloase mai cu seamă pe aceia a căror cinste a fost încercată, atât în vremuri bune cat și în vremuri de restriște, pentru ca ceilalți îndrumați de pilda lor să se înflăcăreze și mai tare pentru fapte de credință devotată. Drept aceea, voim ca prin rândurile acestei scrisori să ajungă la cunoștința tuturor, atât a celor de față cât și a celor de viitor, că luând în seamă faptele credincioase și slujbele iubitului și credinciosului nostru comite Andrei de Geoagiu de Sus pe care cu credință și supunere ni le-a făcut nouă și regatului nostru din timpurile tinereții sale, înfruntând cu vrednicie și fără teamă felurite primejdii și întâmplări ale soartei, și îndeosebi luând seama la slujbele acelea vrednice de laudă, pe care ni le-a făcut în timpul prigonirii și nenorocirii noastre, părăsindu-și toate bunurile sale și alăturându-se nouă și intrând cu noi intre zidurile cetății Codlea și în alte multe imprejurări ne-a arătat nouă și tuturor baronilor noștri o supunere îndatoritoare și binevenită, ce nu se poate povesti acum deplin, după cuviință. Ca răsplată pentru slujbele sale voim să-i arătăm, la rândul nostru, recunoștința noastră, deși tinând seama de slujbele sale îl socotim vrednic de o răsplată și mai mare decât cea pe care i-am făcut-o acum, i-am dat, i-am dăruit, și i-am lăsat numitului comite Andrei și prin el moștenitorilor și urmașilor moștenitorilor lui, pe veci și nestrămutat, pământul numit Ratka al Iui Ilie și Pousa, care au murit fără moștenitori, spre a-l stăpâni între aceleași semne de hotar și margini, în care acest pământ fusese înainte hotărnicit și stăpănit de stăpânii săi mai vechi. Și ca această danie sau dăruire a noastră să aibă puterea veșnicei trăinicii să nu poată ori să nu trebuiască a fi cu trecerea zădărnicită sau stricată de nimeni, i-am dat această scrisoare întârită prin puterea duomniei noastre peceți. Dată de iubitul și credinciosul nostru magistru Petru vicecancelar al Curții noastre, din anul domnului o mie două sute șase zeci și nouă.” .
În afara acestor atestări scrise, în aceeași perioadă a secolelor XIII,XIV și XV numele localității Geoagiu de Sus este pomenit încă în 24 de documente.

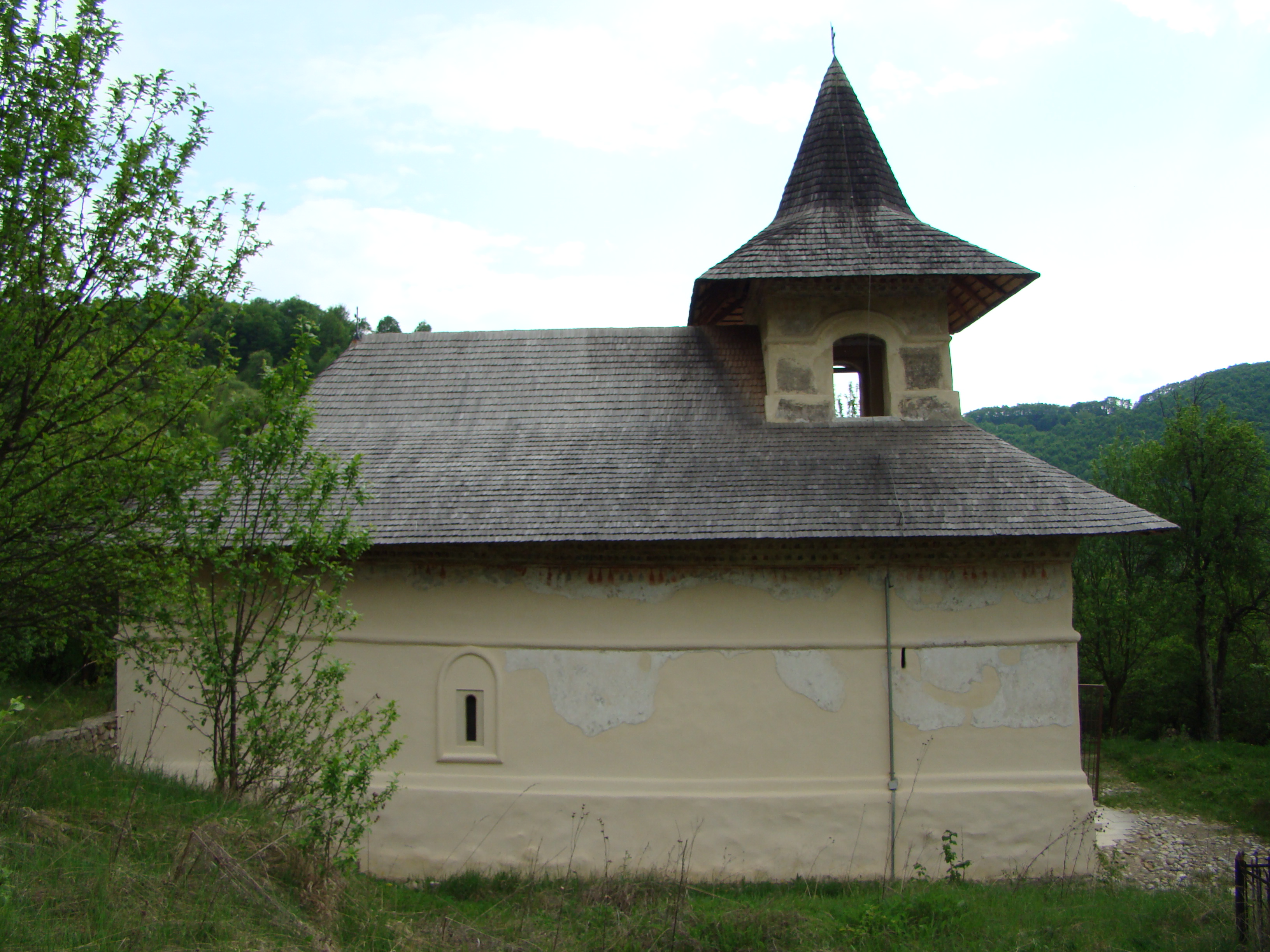
Biserica fostei Episcopii Geoagiu de Sus

## Biserica Episcopală
În partea de nord a satului,  la o distanță de 300 m de albia râului într-un cadru pitoresc, se înalță falnic turla Bisericii fostei Episcopii Geoagiu. Înființarea Episopiei Geoagiu de Sus, după unii istorici, s-ar datora vreunui domn al Țării Românești din cei care aveau feude în sudul Transilvaniei, Radu cel Mare și Neagoe Basarab. Marele istoric Nicolae Iorga afirmă că primul ctitor al ei este Radu de la Afumați (1521-1529). În anul 1557 crăiasa Ardealului, Isabela, văduva soție a principelui Ioan Zapolia, numește ca episcop al Episcopiei Geoagiu de Sus pe Hristofor. În anul 1559 se amintește aici de un alt episcop pe nume Sava, cu binecuvântarea căruia diaconul Coresi tipărește la Brașov prima carte românească „Întrebare creștinească”. Ca și celelalte biserici și mănăstiri din Transilvania și biserica fostei Episcopii Geoagiu de Sus a avut un important rol religios în păstrarea credinței ortodoxe precum și un important rol național, social și cultural. În chiliile acestui așezământ bisericesc și în tindă a funcționat o școală. Biserica are forma unei nave dreptunghiulare construită din piatră și cărămidă. Pronaosul este acoperit de o boltă semicilindrică deasupra căreia se înalță un turn clopotniță. Naosul se termină în partea de sus cu o cupolă sferică. Altarul are forma semicilindrică la interior și poligonală la exterior. Cornișa bisericii și  a clopotniței este alcătuită din trei șiruri de cărămidă dispusă pe colț.  La exterior monumentul este înconjurat de un brâu median. Pictura murală a acestei biserici cu caracteristici  artistice post brâncovenești, datează din anul 1724. Sub acest strat de pictură, mai apare o decorație pe suport de var, imitând cărămida.

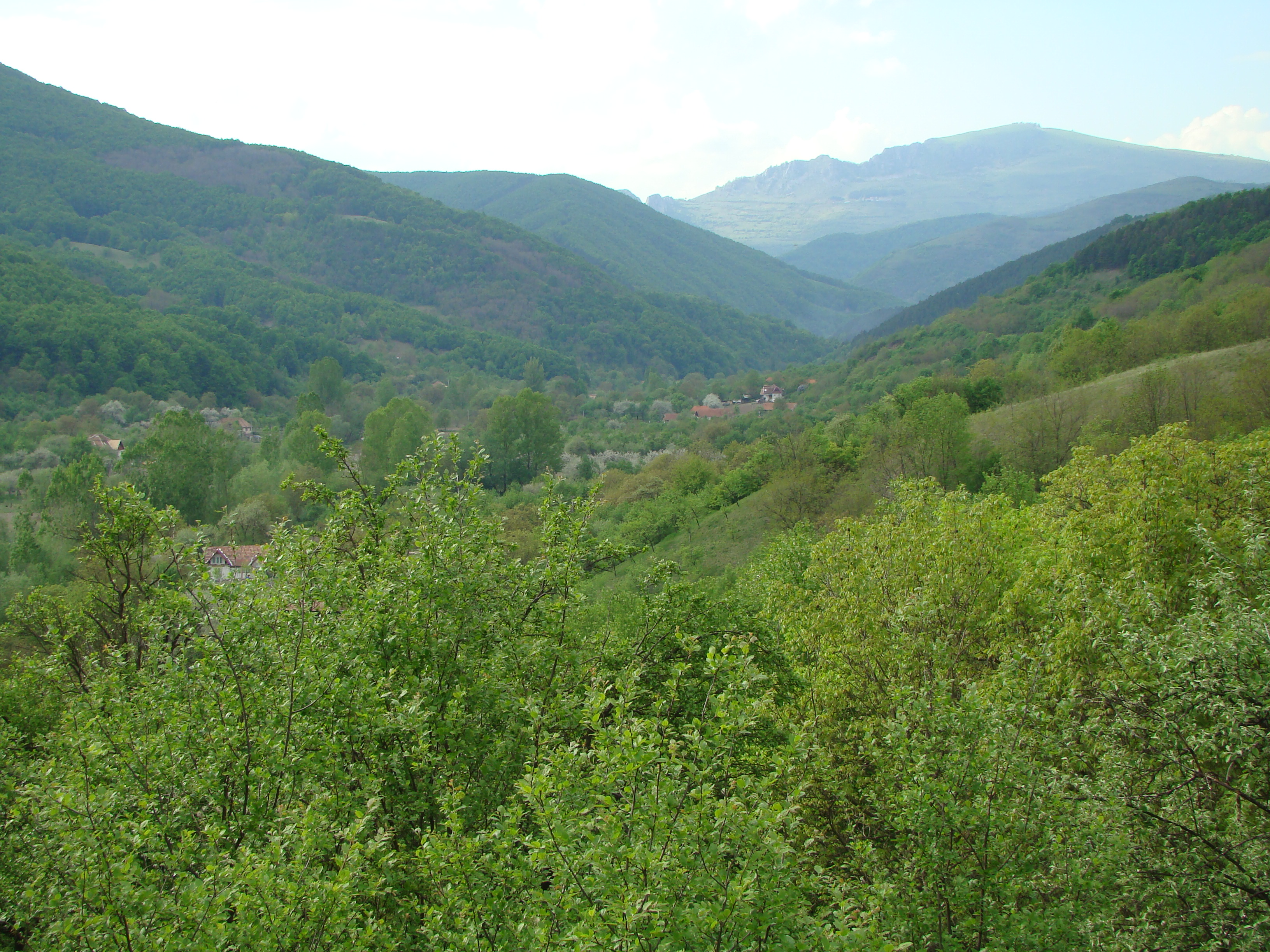
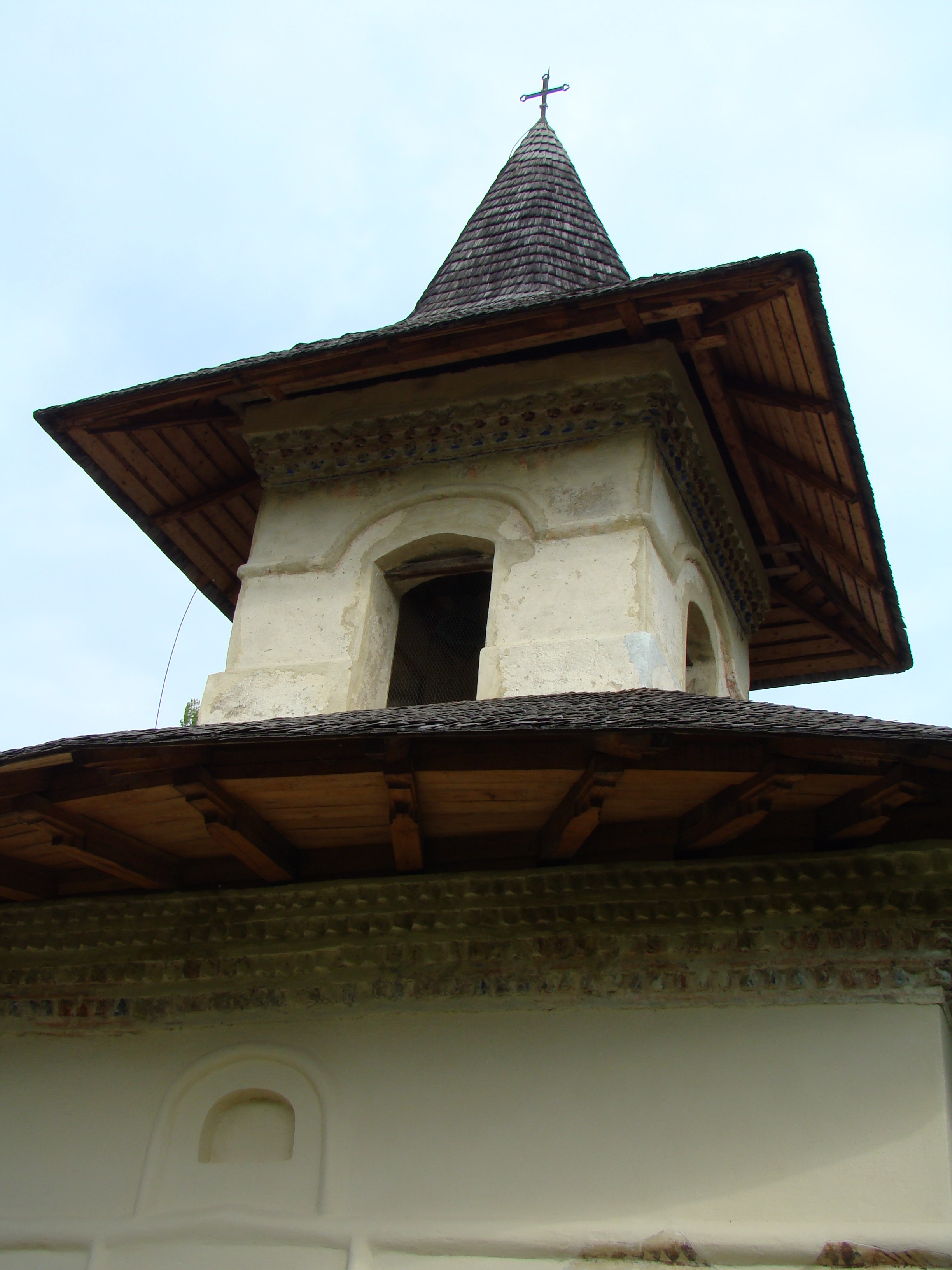
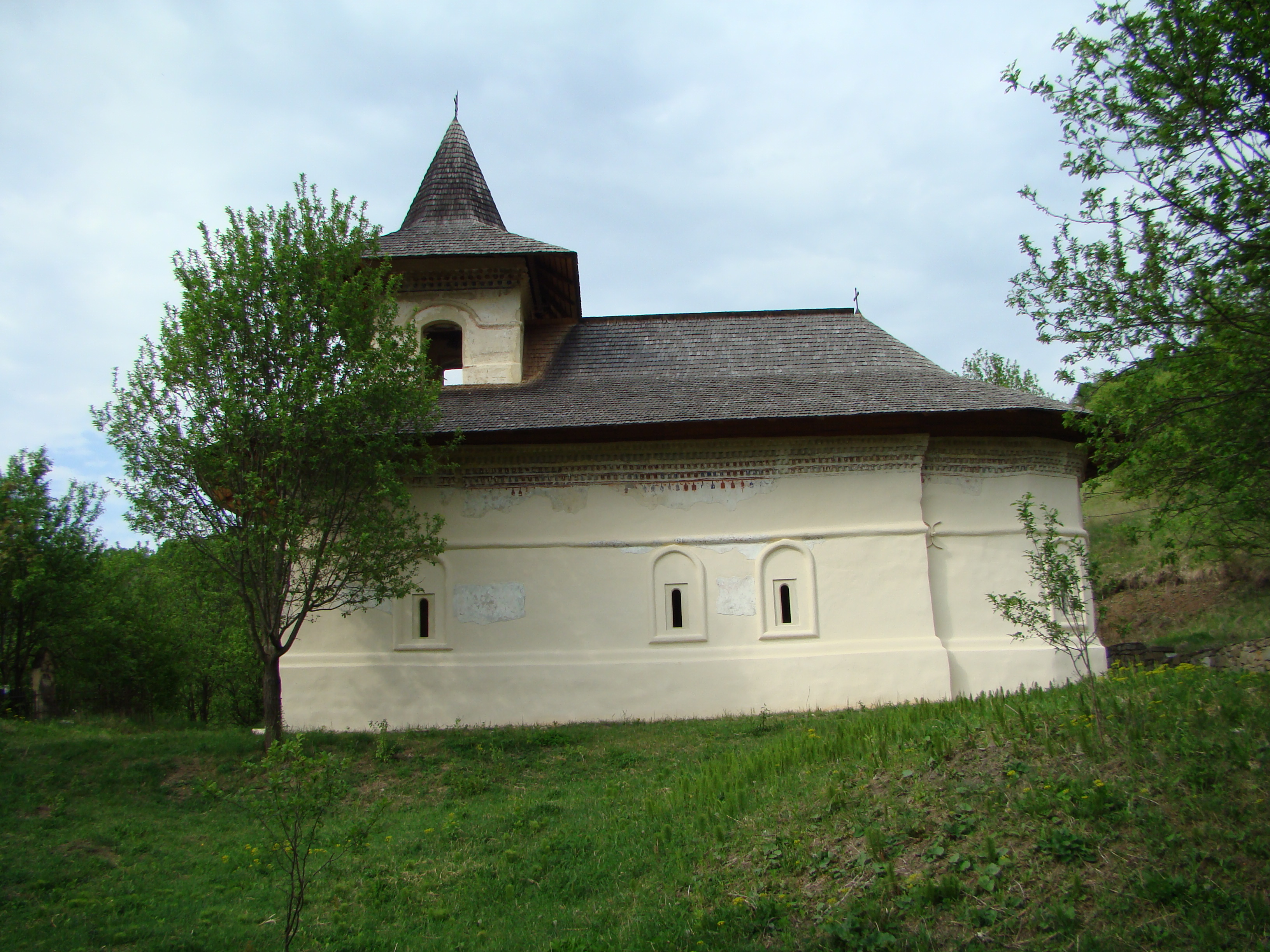
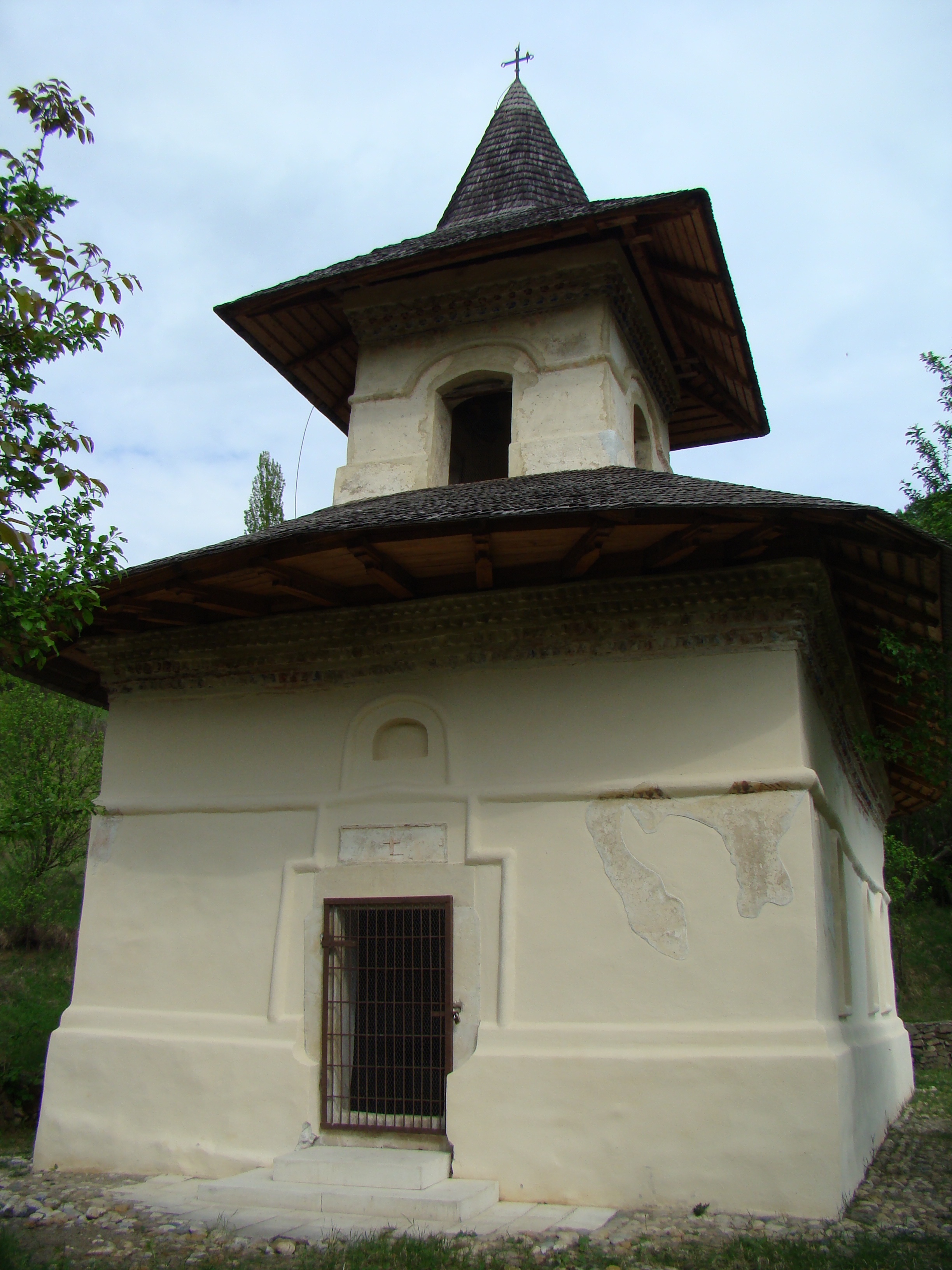
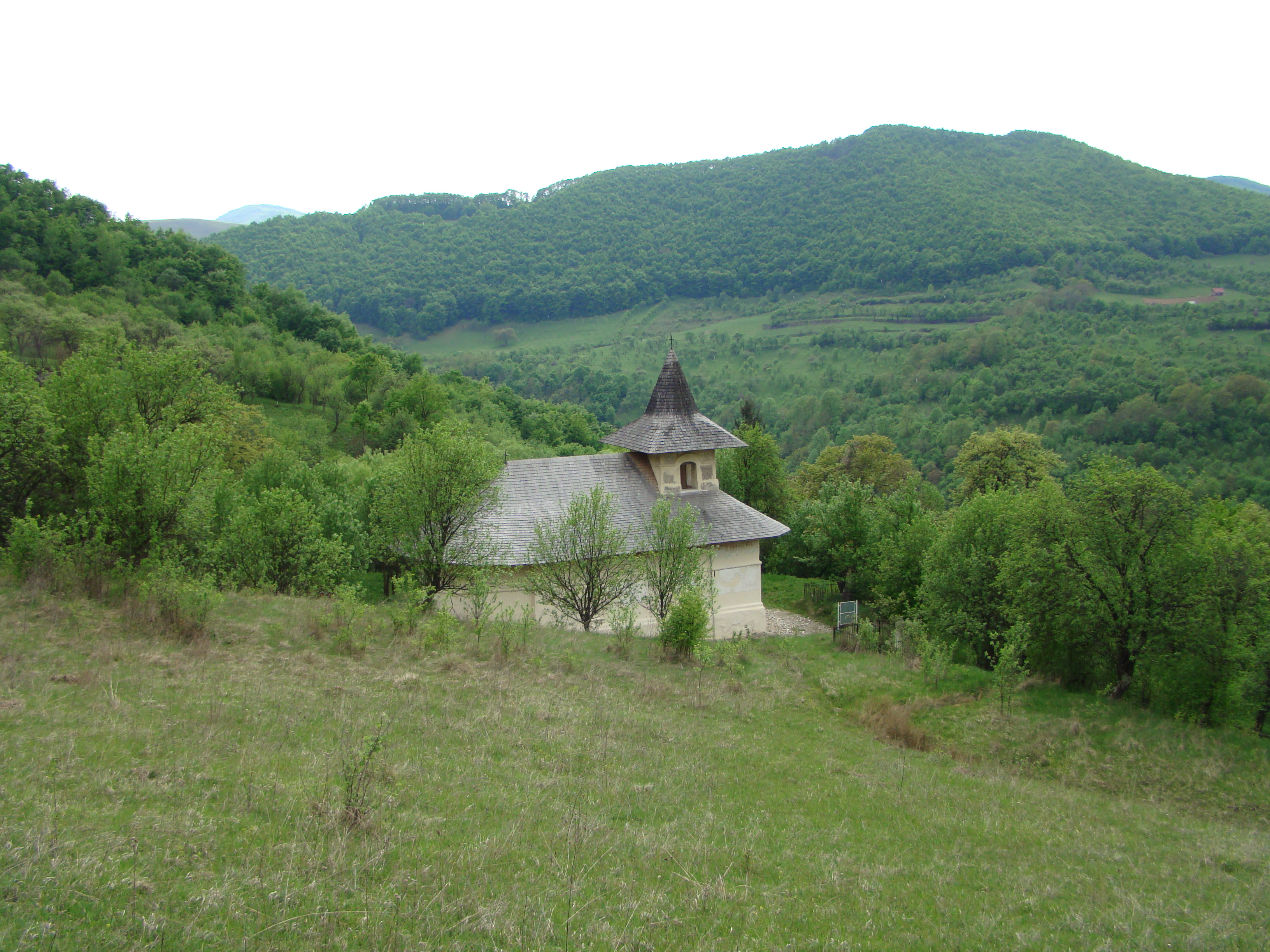
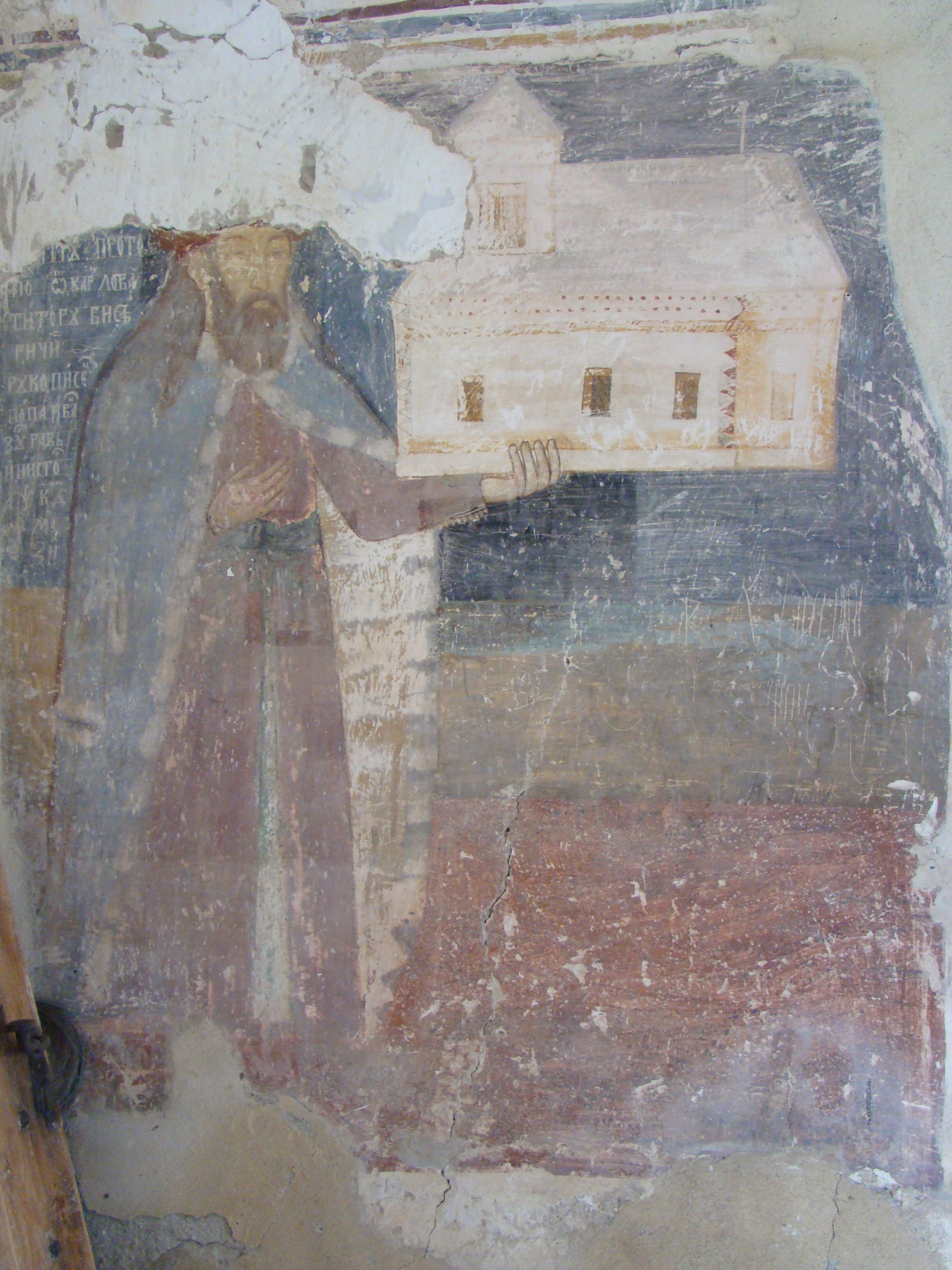
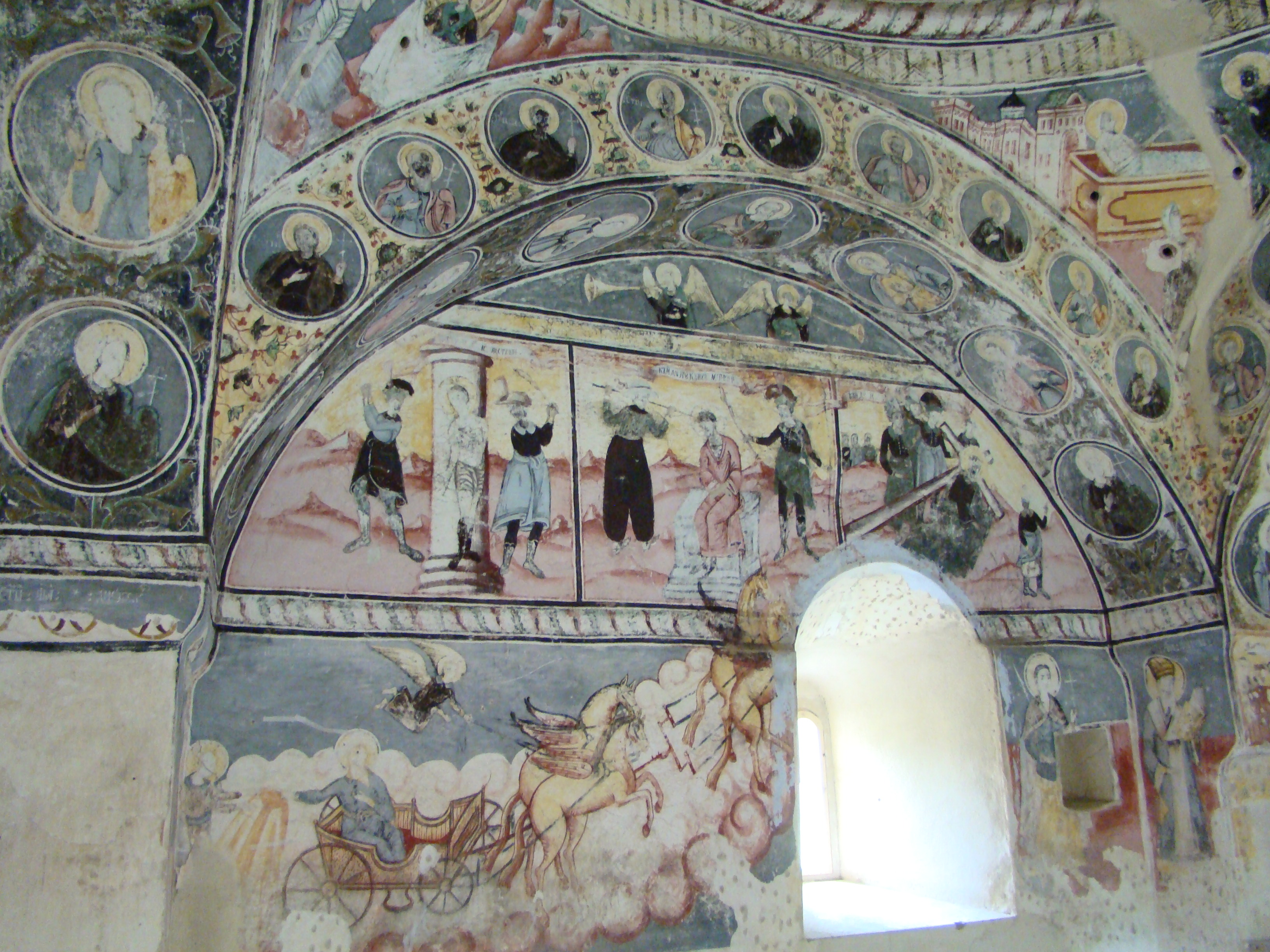
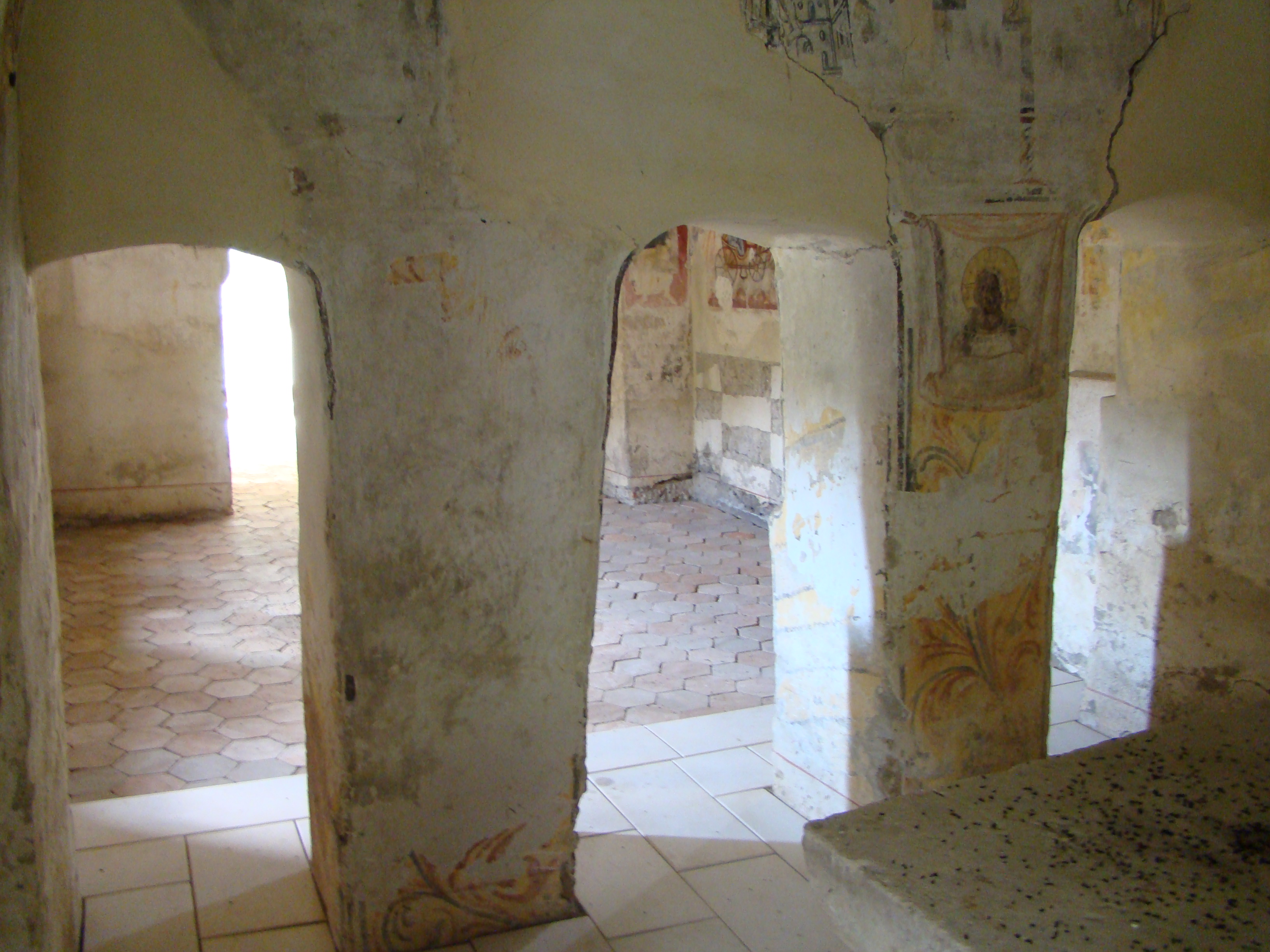
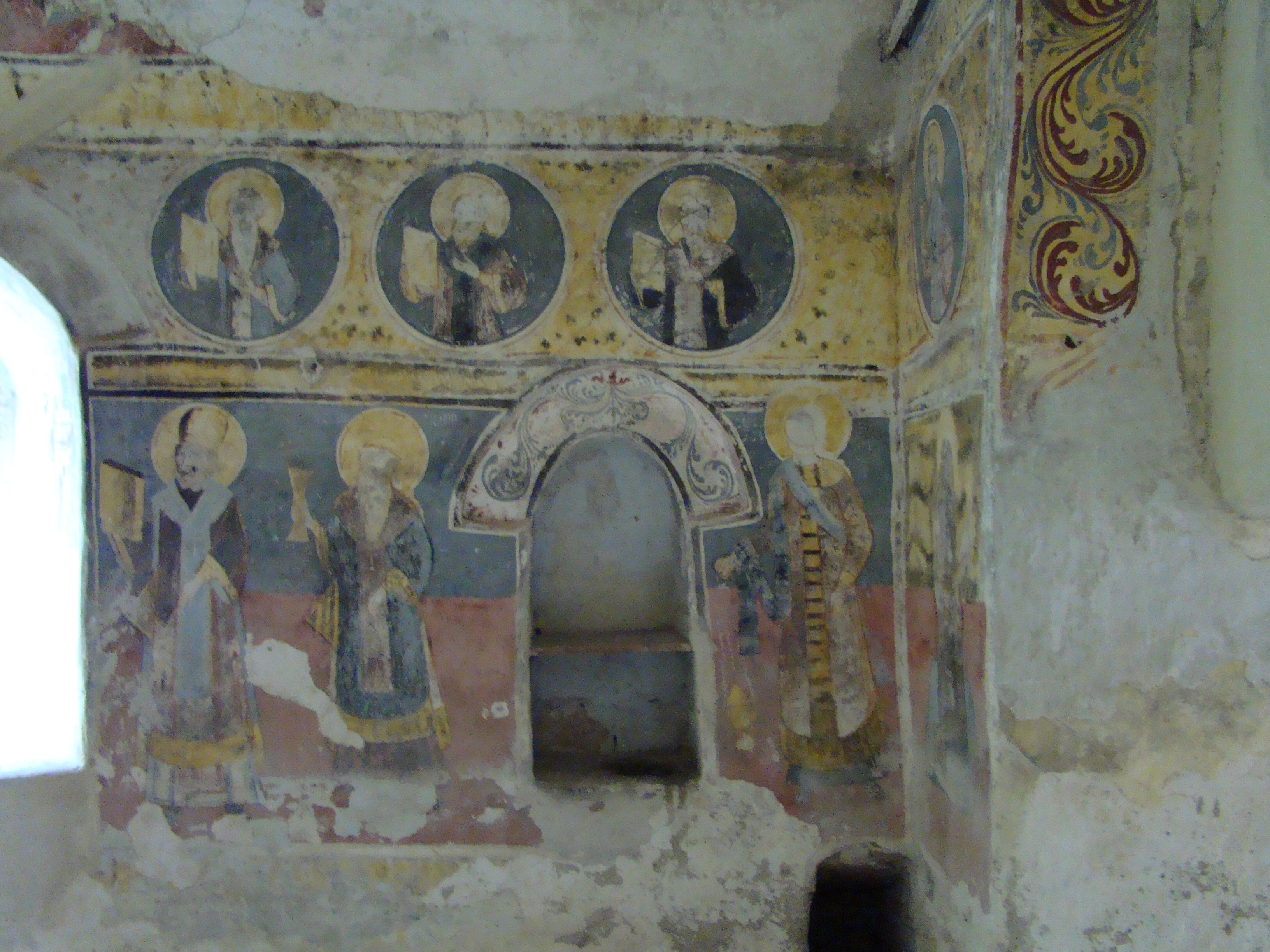
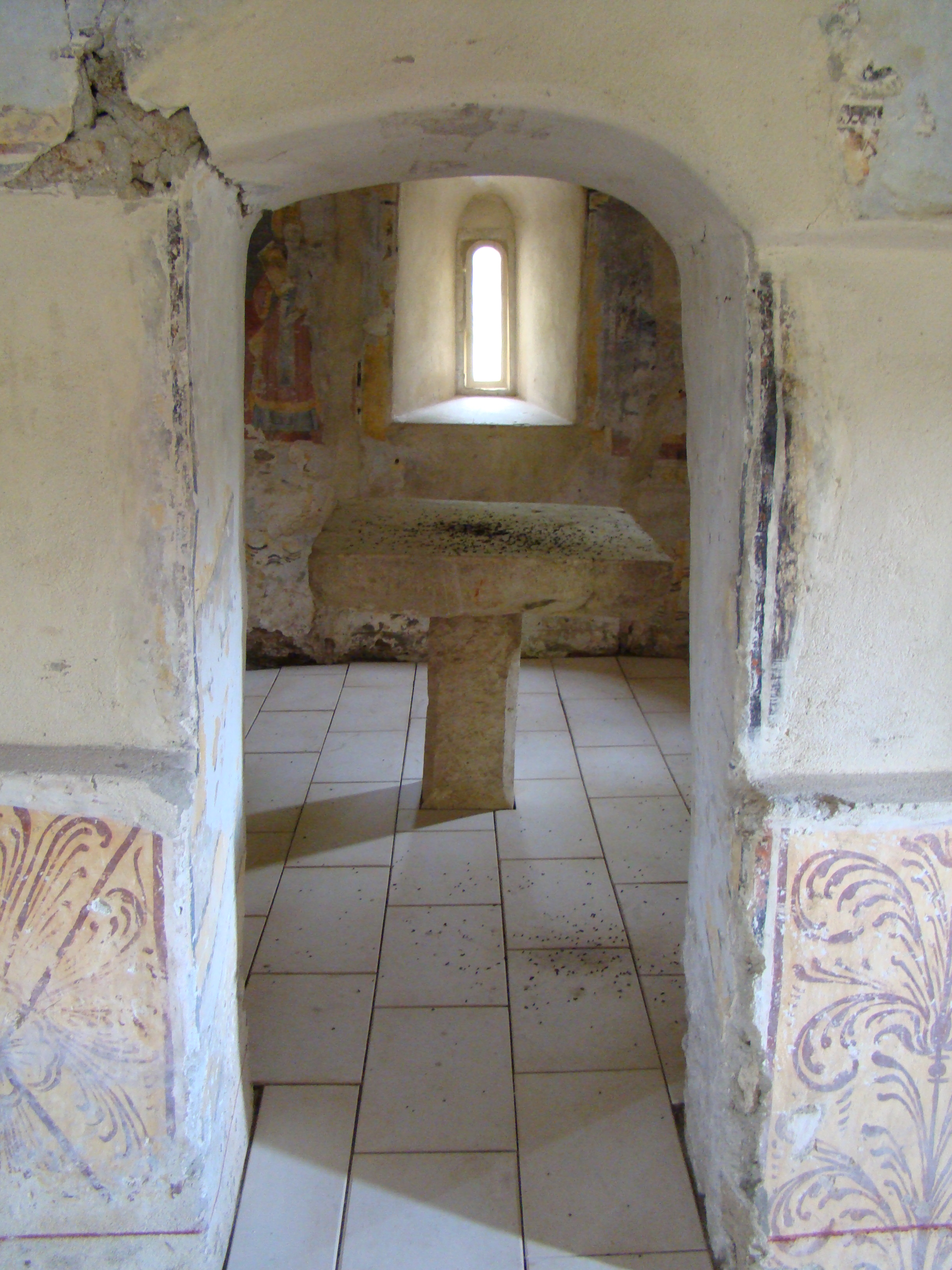
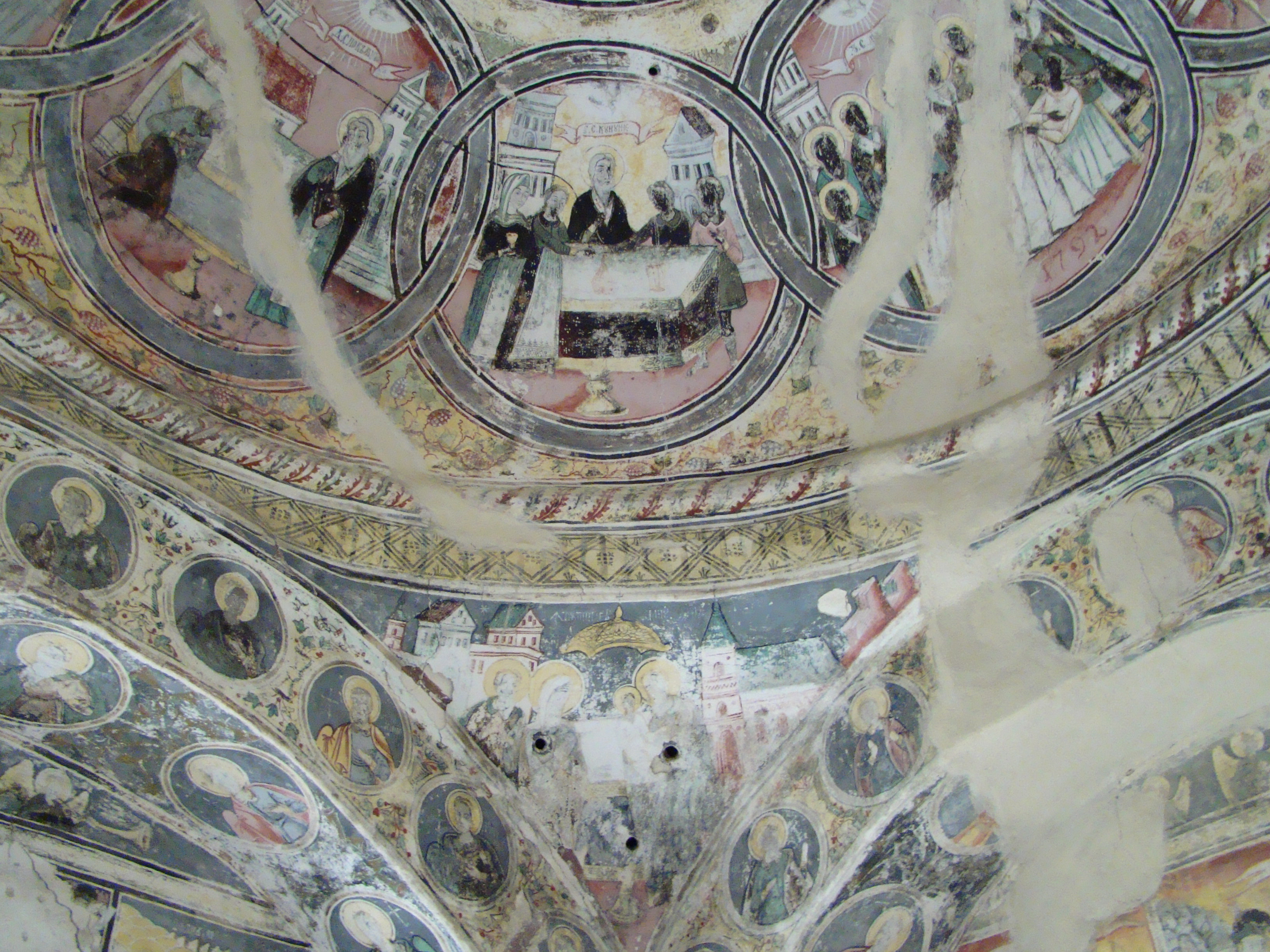
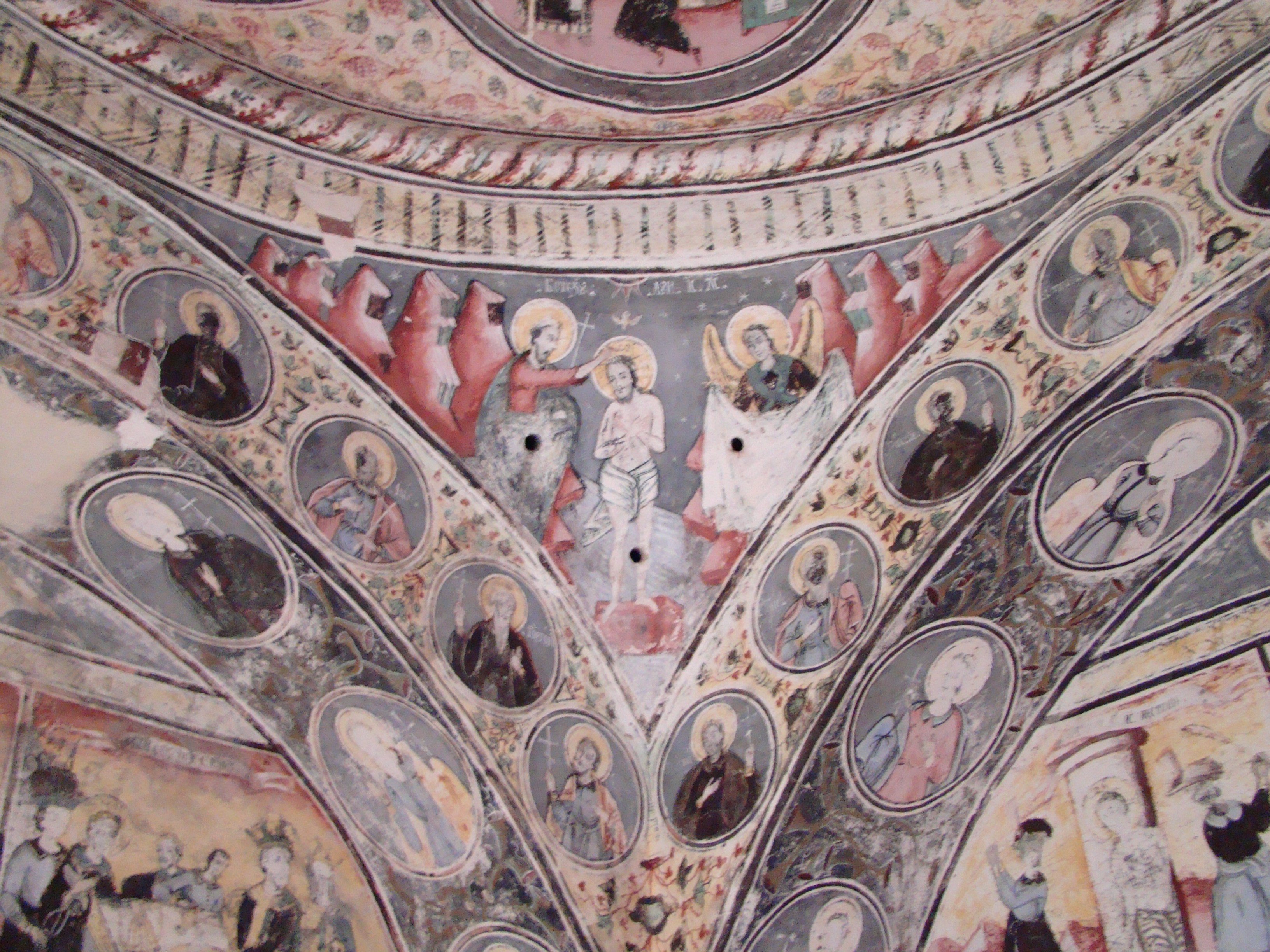
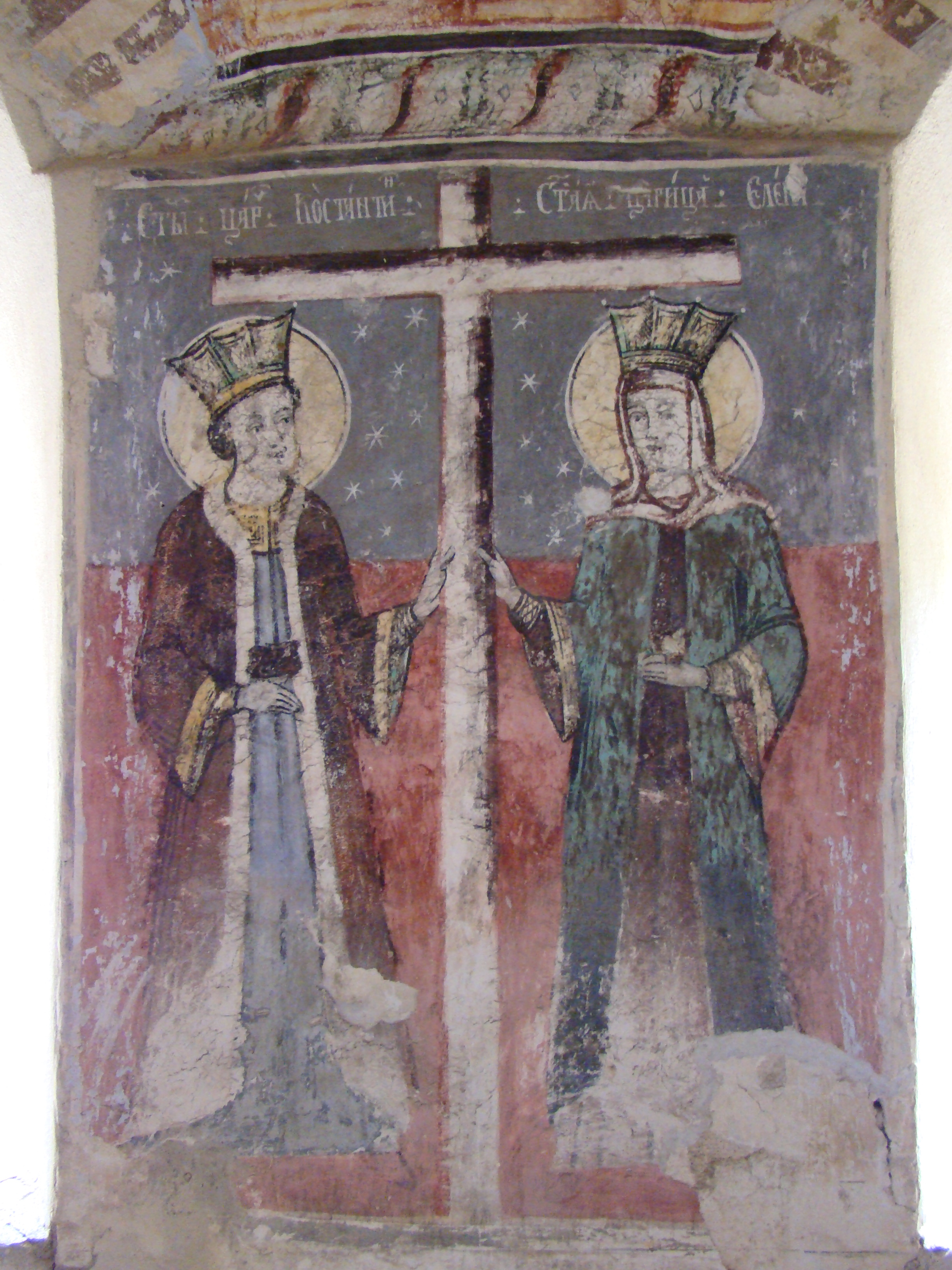
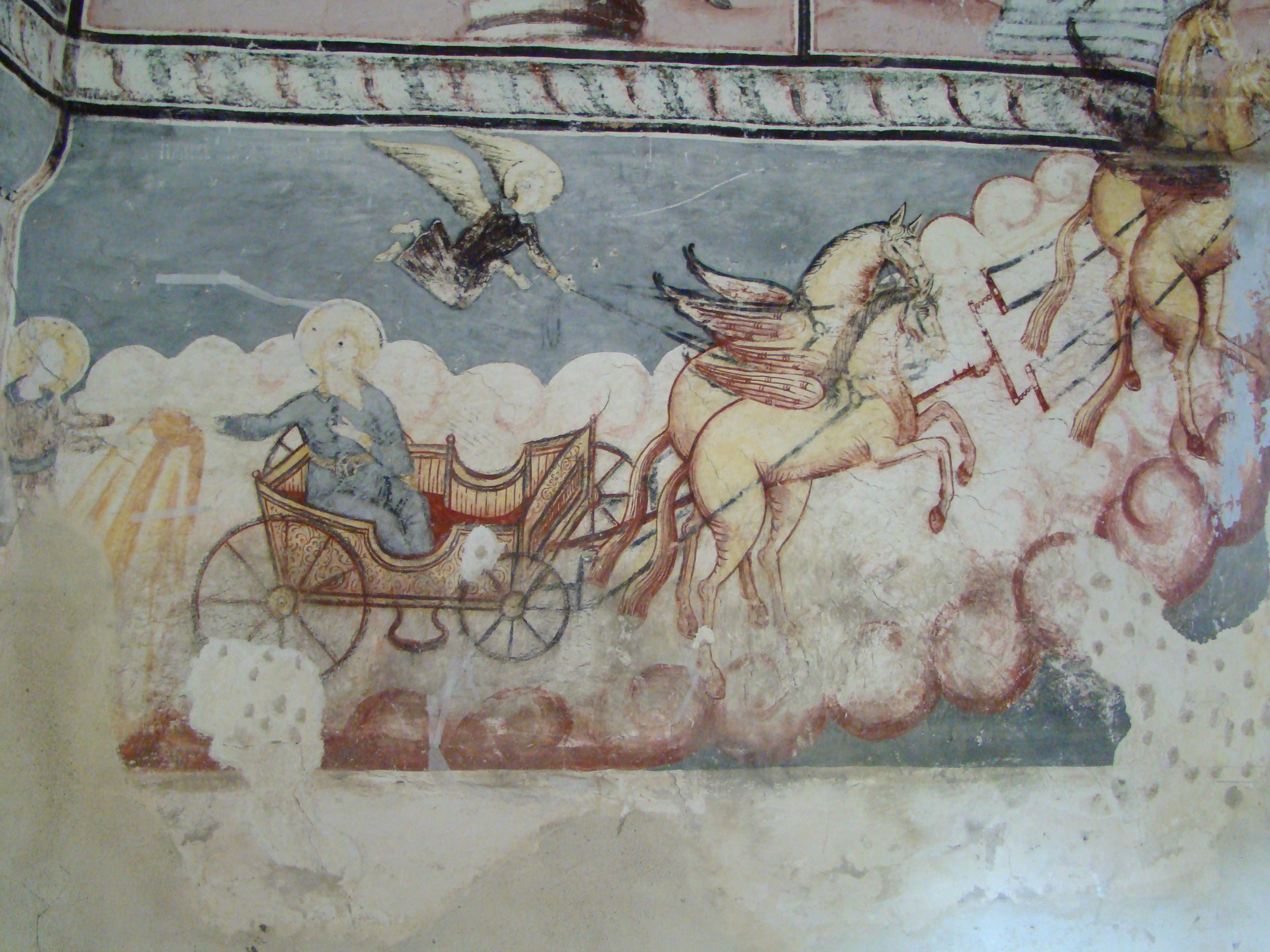
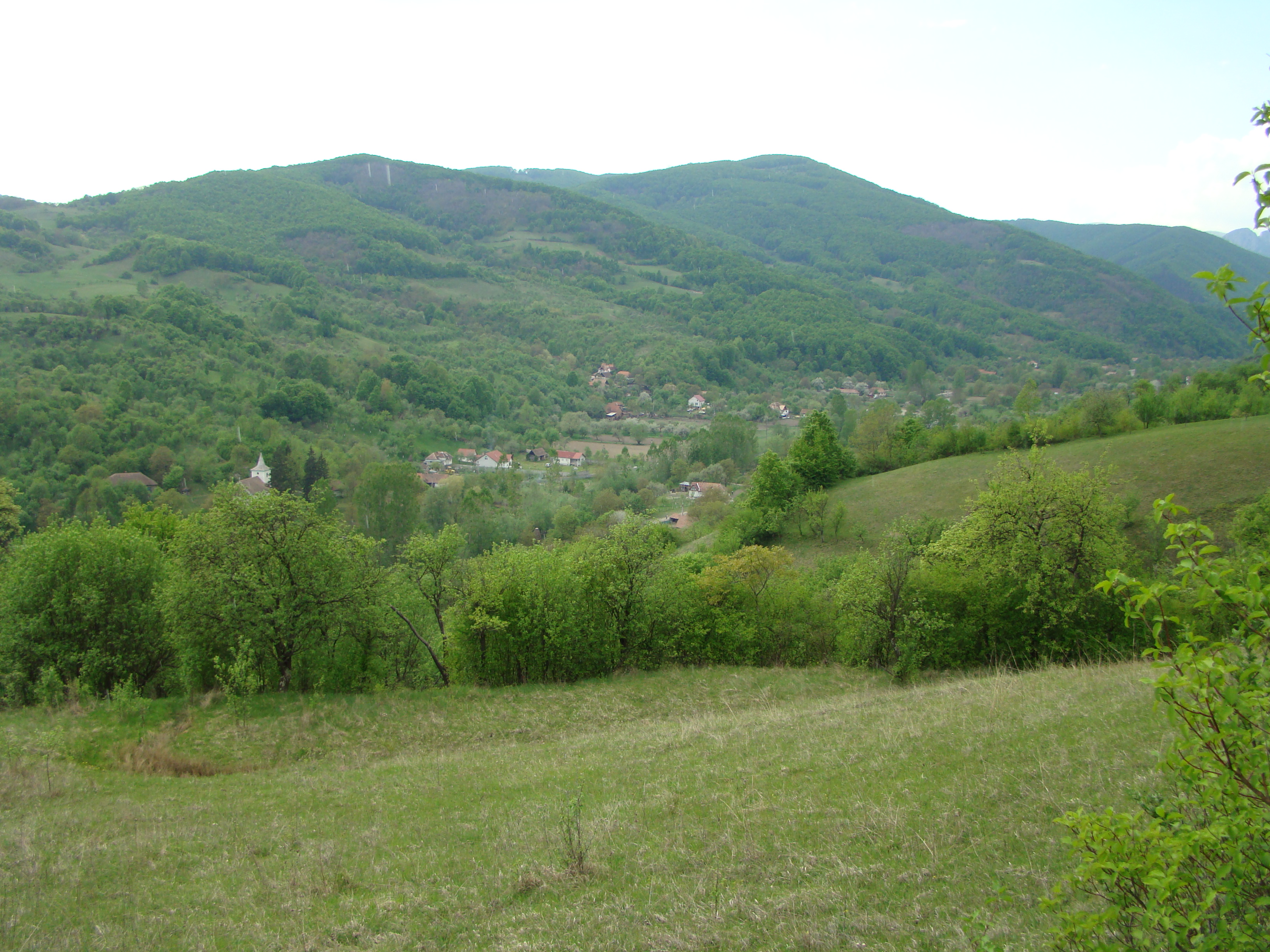